# Saison 2 de Goldorak
Saison 1 de Goldorak Saison 3 de Goldorak
Cet article liste les épisodes de la deuxième période du dessin animé japonais Goldorak, diffusé pour la première fois au Japon du 4 avril 1976 au 3 octobre 1976.

## Vaincre ou Périr
Le vingt-septième épisode de Goldorak, premier de la deuxième période, est diffusé pour la première fois au Japon le 4 avril 1976 puis en France le 28 septembre 1978. Il est la suite de l'histoire commencée dans le vingt-sixième épisode Les Bords de l'abîme.
- Résumé :

Une avarie sur Goldorak oblige Actarus à abandonner le combat contre les deux Golgoths 27 et 28. Ne pouvant rejoindre le Centre, dont les accès sont endommagés, il se dissimule dans une grotte.
Parti chercher du sang pour Vénusia, la soucoupe d'Alcor est touchée par Golgoth 27 et il doit s'éjecter. La soucoupe est détruite par Golgoth 28. Alcor et Actarus parviennent à rejoindre le centre et Vénusia par leurs propres moyens. Le sang rapporté par Alcor ayant été perdu, Actarus donne son sang extraterrestre en remplacement. Les forces de Véga conduites par Hydargos investissent le centre et emprisonnent les occupants, sauf Actarus qui parvient à s'enfuir.
Hydargos fait torturer le professeur Procyon dans une centrifugeuse du centre, afin de lui faire avouer la cachette du prince d'Euphor. Procyon prétend ne rien savoir mais ses forces s'épuisent.
Vénusia, subitement guérie, s'évade de l'infirmerie et du centre. Elle rejoint Actarus dans sa cachette, lui apportant un message des prisonniers. Vénusia et Actarus échafaudent un plan : pendant qu'elle se charge de créer une diversion pour éloigner les forces de Véga du centre, Actarus s'y rendra pour libérer Alcor et le professeur et récupérer la pièce de rechange pour Goldorak. Vénusia se rend à Hydargos et offre de le mener à la cachette de Goldorak. Il la suit avec ses hommes et elle les « promène ». Minos, venu superviser les opérations, comprend la supercherie. Hydargos est sur le point d'exécuter Vénusia mais elle est sauvée in extremis par Goldorak, réparé.
Goldorak détruit la flotte de navettes et les deux Golgoths puis attaque la soucoupe amirale d'Hydargos. Sur la suggestion d'Hydargos, Minos s'enfuit à temps dans son propre vaisseau, au prix de brûlures au visage. Traversée de part en part, la soucoupe amirale est détruite dans une gigantesque explosion dont Goldorak resurgit indemne.
- Autour de l’épisode : Cet épisode marque un certain nombre de changements dans la série :
  - Hydargos, présent dans tous les épisodes en date, meurt dans la scène finale. La voix solennelle de Michel Gatineau annonce sa mort mais aussi son remplacement par quelqu'un d'autre en guise d'épilogue de l'épisode et aussi de la première saison.
  - Minos, brûlé dans la même scène, sera soigné dans l'épisode suivant et conservera son apparence mais son alter ego féminin Minas en change entièrement. Au lieu d'être une femme minuscule à l'intérieur de sa tête, elle devient un visage qui se substitue au sien quand elle intervient. Ce changement provient de Shingo Araki qui sera le designer de la suite de la série.
  - Deux appareils familiers sont détruits : L'OV-terre, la petite soucoupe jaune d'Alcor et l'immense soucoupe amirale rose et violette d'Hydargos.
  - La transfusion de Vénusia, qui reçoit le sang extra-terrestre d'Actarus, amorce la métamorphose du personnage en femme d'action.
  - Rigel rencontre Hydargos qui le fait presque exécuter. Le vieillard comprend enfin que les extraterrestres ne sont pas des amis et c'est la fin de son « Comité d'accueil des hommes de l'espace ».

## Les Nouveaux Maîtres des ténèbres
Le vingt-huitième épisode de Goldorak est diffusé pour la première fois au Japon le 11 avril 1976 et en France le 2 octobre 1978.
- Résumé :

Brulé au visage dans l'épisode précédent, Minos est parvenu à regagner le Camp de la Lune noire. Le Grand Stratéguerre le nomme, en plus de son poste de général du Camp de la Lune noire, commandant direct des forces d'attaque. Minas se réjouit de cette nomination mais Véga lui annonce qu'il envoie le commandant Horos, un scientifique, pour l'assister avec le même grade.
Arrivé sur la base, Horos fait grande impression sur Minos avec son micro-ordinateur inséré à la place de son œil droit. Le scientifique veut investir la Terre par des créatures minuscules appelées « humanoïdes » qui seront chargées d'établir une base de départ dans une région quasi déserte à proximité de Tokyo.
Pendant qu'Alcor travaille à construire un nouvel engin pour remplacer sa soucoupe détruite, Rigel, Actarus, Mizar et Vénusia visitent la région en question car les ancêtres de Rigel en sont originaires. Dans le temple du village, une malle contenant des armes ancestrales avait été remise au moine du temple par Rigel avant la naissance de Mizar et Vénusia (jadis, sa famille formait une lignée de samouraïs qui luttaient pour la justice et la paix). Rigel a décidé d'utiliser ces armes contre les forces de Véga.
Les humanoïdes investissent le village et désintègrent tout sur leur passage. Actarus décide de retourner au centre spatial en voiture, mais il est poursuivi par les lucioles et en cours de route il est victime d'un accident qui projette la voiture dans un cours d'eau au fond d'un ravin. Au village, Rigel affronte les lucioles qui désintègrent son casque et ses épées.
Actarus a survécu à son accident et parvient à arriver à pied au centre, épuisé. Il décolle avec Goldorak et sauve Rigel de la désintégration. Les lucioles s'attaquent à lui, mais Horos réalisant le potentiel de Goldorak ordonne aux humanoïdes de se regrouper pour constituer un Golgoth. Goldorak lance son météo-punch mais le Golgoth peut se dématérialiser et se rematérialiser à volonté. Alors que le monstre l'accule au bord d'un précipice, Actarus s'aperçoit que certains des composants du Golgoth ont été détruits et que s'il détruit tous ses composants, il perdra sa puissance. Goldorak détruit le monstre avec son corno-fulgur. Bien que furieux d'avoir échoué, Horos fait mine de prétendre qu'il ne s'agissait que d'un coup d'essai.
- Remarques :
  - La version française fait une erreur en qualifiant les lucioles d'« humanoïdes » ; en effet dans le langage de la science-fiction, un « humanoïde » désigne un extraterrestre ayant apparence humaine.
  - Rigel depuis sa rencontre avec Hydargos et ses soldats n'est plus le président du comité d'accueil des extraterrestres : il est désormais président du « Comité anti-extraterrestres ».

## L'Oiseau de feu
L'Oiseau de feu est le vingt-neuvième épisode de Goldorak, diffusé pour la première fois au Japon le 18 avril 1976 et en France le 5 octobre 1978.
- Résumé :

Horos a inventé une machine capable de miniaturiser et de transformer n'importe quelle matière y compris un être vivant. Pour le moment le « compresseur moléculaire » ne peut être utilisé que sur les habitants d'Apési une planète conquise par les forces de Véga. Le commandant Atlas, originaire de cette planète, est désigné pour tenter l'expérience. Ainsi transformé, il enquêtera au centre du professeur Procyon afin de découvrir le repaire de Goldorak. Minos émet une réserve, soulignant la dangerosité de l'expérience, mais Atlas est prêt à affronter tous les dangers. Ce dernier demande aux hommes de Véga, en cas de malheur, d'ériger sur sa planète une statue en souvenir de lui sur une place où il y a des colombes. Puis il entre dans la machine et Horos la met en marche. Sa transformation est très douloureuse sous les yeux de Minos, très impressionné et d'Horos, placide.
Sur Terre, Mizar et ses camarades d'école ont recueilli une tourterelle qui s'était réfugiée dans leur classe et la nourrissent à tour de rôle. Cette semaine, c'est le tour de Mizar qui a la surprise de trouver un jeune garçon inconnu en train de nourrir la tourterelle à sa place. Plus tard la maîtresse présente le jeune garçon à la classe comme étant un nouvel élève venant d'arriver en ville. Le jeune garçon s'appelant Salta, reçoit les remerciements de Mizar pour s'être occupé de la tourterelle. Salta explique qu'il aime les oiseaux depuis son plus jeune âge. Les deux enfants se serrent la main mais Mizar constate que Salta a la main glaciale. 
Il raconte tout cela à Actarus et ce dernier se rappelle en pensée que dans la galaxie de Véga, l'une des caractéristiques des habitants d'Apési est d'avoir le sang froid. Alors qu'il regagne le centre à moto, il aperçoit Salta sur un arbre en train de regarder le bâtiment. Le lendemain, Salta demande à Mizar de l'emmener visiter le centre. Ce dernier accepte mais sur place, Alcor s'y oppose, avançant le fait que l'accès au centre est interdite aux personnes étrangères. Salta n'insiste pas et laisse Mizar et Alcor perplexes.
Salta regagne en vitesse sa maison, une cabane perdue dans la montagne. À l'intérieur, il contacte Horos et lui apprend que le centre est surveillé 24h/24h. Horos perspicace, en déduit que le repaire de Goldorak se trouve là. Lorsqu'il apprend l'existence de la tourterelle, il ordonne à Salta de la capturer et de la « cybernétiser » afin d'en faire un espion. Salta refuse mais Horos insiste, lui rappelant que les effets du compresseur moléculaire doivent cesser d'ici 24 heures. Salta s'exécute à contrecœur.
Le lendemain, Mizar a la désagréable surprise de trouver la cage vide. Les élèves ne tardent pas à accuser Salta qui fait mine de ne pas comprendre. Mais Mizar prend sa défense, se rendant responsable de la disparition de l'oiseau. Rongé par le remords, Salta quitte la classe précipitamment. Une tourterelle survole le centre et commence à filmer ce qui s'y passe. Apprenant la mise en place de l'espion, Minos et Horos envoient sur Terre l'Anterak 129 dont l'arrivée est détectée par les radars du centre. Actarus est contacté d'urgence mais Argoli signale un écho provenant de l'intérieur du centre.Vénusia raconte à Actarus l'incident de la tourterelle et le fait que Mizar soit parti voir Salta qui n'a pas reparu à l'école depuis l'incident. Actarus, se rappelant les dires de Mizar, comprend enfin que Salta est un espion de Véga. Il demande à son père adoptif de rechercher la tourterelle dans le centre et de la détruire. Alcor aperçoit la tourterelle et l'élimine. Mizar arrive à la maison de Salta. La présence de plumes d'oiseau fait comprendre à Mizar que Salta a bien tué la tourterelle. Ce dernier surgit de la maison et Mizar lui somme de s'expliquer.
Les effets du compresseur moléculaire cessent et Mizar éprouve un choc intense en voyant Salta redevenir le commandant Atlas.Ce dernier, bien que reconnaissant la gentillesse de Mizar, se voit dans l'obligation de le tuer. Horos avertit Atlas que Goldorak vient de décoller. Atlas reconnaît qu'il a été repéré. Horos, furieux, lui ordonne de ne pas revenir avant d'avoir détruit Goldorak. Atlas se tourne vers Mizar, ligoté qui l'accuse d'avoir menti à propos de son amour des tourterelles. Atlas ébranlé, reconnaissant qu'il est devenu une « machine à tuer » aux ordres de Véga, finit par libérer Mizar avant l'explosion de sa cabane dont le système d'auto-destruction est amorcé. Mizar s'enfuit et retrouve Vénusia partie à sa recherche. Atlas prend les commandes de l'Anterak 129 et livre un combat loyal avec Goldorak. À l'issue de cette bataille, Actarus, songeant à l'amour d'Atlas pour les colombes, ne peut s'empêcher de penser que cette guerre les a rendus si monstrueux, au point de perdre toute notion d'amour.
- Remarque : Les Antiraks sont désormais appelés « Anteraks » et portent un numéro tiré de la centaine : Anterak 129, Anterak 136…

## La Pierre de foudre
La Pierre de foudre est le trentième épisode de Goldorak, diffusé pour la première fois au Japon le 25 avril 1976.
- Résumé :

Une nuit, l'attention des animaux et des gardiens d'un zoo est attirée par une mystérieuse pierre brillante, qui tombe du ciel et foudroie un lion. Cette pierre est récupérée par le professeur Procyon et les analystes du Centre spatial, qui détectent avec leurs instruments de mesure un champ électromagnétique et radioélectrique exceptionnellement puissant et anormal émanant de cette pierre, envoyée sur Terre par Horos, le scientifique en chef du Grand Stratéguerre. Il utilise le matériau de cette pierre pour faire construire un nouvel Anterak, qu'il envoie vers la terre.
Pendant ce temps, Alcor finit de construire son second « OVTerre », le premier ayant été détruit dans l'épisode 27, Vaincre ou périr. Ce nouvel engin aérien est de forme triangulaire et non plus ronde. Alcor tient à l'essayer immédiatement, malgré le désaccord , les avertissements et la dispute d'Actarus qui, compte tenu de l'orage important en cours et de la foudre qui tombe, lui suggère de remettre le vol d'essai à plus tard. Alcor, têtu, veut tout de même essayer l'appareil. La foudre s'abat sur l'engin, détruisant la structure d'envol en métal qui le supporte, mais une poutrelle d'acier détachée de la structure d'envol blesse Actarus au bras. Au Centre, alors que l'Anterak est détecté, Actarus tombe brusquement dans le coma, à la surprise de tous. Le professeur Procyon est étonné : le tube de métal n'est sans doute pas la seule cause des ennuis de santé d'Actarus. En l'examinant, il se rend compte que la lésion résultant du choc avec le tube, émet de la radioactivité, et en déduit que le choc avait réveillé une ancienne blessure d'origine radioactive.
Pendant ce temps, l'Anterak approche et détruit une ville. Alcor est désespéré : c'est à cause de lui et de son obstination qu'Actarus est dans l'incapacité de riposter avec Goldorak.
Soigné par le professeur Procyon et Vénusia, Actarus revient à lui. Il leur révèle que sur Euphor, il avait été blessé par les conséquences d'une bombe au « lasernium », dont les radiations l'avaient brûlé au bras et à l'épaule droits. Il se transforme, prend les commandes de Goldorak et s'envole par la route no 7, celle de la cascade.
Pendant ce temps, Alcor est allé attaquer l'Anterak, mais il est rapidement abattu par un missile et son engin détruit.
Un combat s'engage entre Goldorak et l'Anterak, qui a la faculté de se scinder en deux. Pendant le combat, Actarus comprend ce qu'était la substance utilisée par Horos et produisant les effets électromagnétiques constatés antérieurement : c'est de la « trinitrite ».
L'épisode finit par des considérations générales : Actarus explique à son père adoptif que le lasernium reçu sur Euphor, réactivé par la trinitrite et sa blessure à l'épaule, va raccourcir son espérance de vie. Procyon dit que c'est ce qu'il avait pensé. Actarus fait une longue promenade avec sa moto, sur un fond de soleil couchant.
- Remarques :
  - On évoque pour la première fois la blessure d'Actarus. Alors qu'il vient de décoller avec Goldorak, la lumière éblouissante du soleil lui remémore les circonstances dans lesquelles il a été blessé sur Euphor.
  - Le terme « Lasernium » (Végatron dans la version originale) est cité pour la première fois.

## Don Quichotte de l'espace
Don Quichotte de l'espace est le trente-et-unième épisode de Goldorak, diffusé pour la première fois au Japon le 2 mai 1976 et en France le 12 octobre 1978.
- Résumé :

Bélier et ses deux acolytes construisent une soucoupe-hélicoptère permettant au robot loufoque Béliorak de s'y arrimer (à la façon de Goldorak avec sa soucoupe porteuse) et de se déplacer plus aisément. La lecture d'une lettre d'Alcor pousse Bélier à se rendre une nouvelle fois au ranch du Bouleau blanc. Or ils sont surveillés par deux espions de Véga, qui croit toujours que le Béliorak constitue une menace pour eux. Apprenant les projets de Bélier, Minos lance une offensive : il envoie sur Terre Golgoth 31, avec pour mission de détruire le nouveau robot avant qu'elle ne soit aux mains du prince d'Euphor.
Au ranch, Rigel confond le Béliorak arrimé à son nouveau moyen de transport avec un Golgoth. Dans une scène cocasse, il tire en sa direction, à la grande fureur de Bélier. Au centre spatial, le radar enregistre l'entrée du Golgoth dans l'atmosphère. Actarus est prévenu et sort avec Goldorak par la route no 7. Le Golgoth largue quatre navettes qui attaquent le ranch. Rigel leur tire dessus et parvient, à son grand étonnement, à détruire l'une d'elles. Les trois navettes restantes et le Golgoth tentent de détruire le Béliorak avec à son bord Alcor, Banta et Bélier. Goldorak leur vient en aide, et les deux robots parviennent à détruire leurs ennemis.
- Remarque : C'est la dernière apparition de Banta.

## La Reine fantôme
La Reine fantôme est le trente-deuxième épisode de Goldorak, diffusé pour la première fois au Japon le 9 mai 1976 et en France 16 octobre 1978.
- Résumé :

Horos a inventé un nouvel appareil, le « psycholeur », capable de créer des mirages à distance. Un premier test concluant est effectué aux dépens d'un avion de ligne. Horos ordonne que son invention soit montée sur Golgoth 32, puis il présente à Minos le pilote : il s'agit d'Astrida, une jeune femme, sosie de la Reine d'Euphor. Elle possède une bague dissimulant une arme au lasernium.
Sur Terre, Rigel vilipende Mizar parce qu'il a fait à l'école un dessin représentant sa mère défunte et non son père. La vue de ce dessin donne du vague à l'âme à Actarus, qui se rappelle sa propre mère également décédée. Un écho apparaît sur le radar du Centre et Actarus décolle avec Goldorak par la route no 5. La confrontation entre le Golgoth et Goldorak commence mal pour Actarus, trompé par les mirages que crée Astrida. Le professeur Procyon, contacté d'urgence, soumet le problème aux ordinateurs. Il suggère à Actarus de rompre le combat et de se cacher dans les nuages. Au Centre, l'ordinateur conclut à une sorte de mirage. 
La capitale d'Euphor apparaît devant Goldorak : Actarus se pose, sort de Goldorak armé d'un pistolet-laser et commence à explorer la ville-fantôme. Astrida, vêtue et coiffée telle la Reine d'Euphor, à qui elle ressemble, se présente à Actarus incrédule, et prétend avoir été ramenée à la vie par la science de Véga. Plus elle s'approche et plus l'ancienne blessure d'Actarus le fait souffrir. Découverte, Astrida lui jette sa bague meurtrière mais Actarus l'esquive et tire avec son arme sur le psycholeur. Le mirage de la capitale d'Euphor disparaît et Astrida apparaît en tenue de pilote. Alcor décide d'aller avec sa nouvelle invention à la rescousse d'Actarus. 
Furieux de la destruction du psycholeur, Horos ordonne à Astrida de combattre Goldorak jusqu'au bout, même au prix de sa vie. Folle de rage, Astrida, qui connaît à présent le point faible d'Actarus, lance son golgoth contre Goldorak. Celui-ci parvient à détruire le corps du robot mais la tête s'éjecte et Astrida bombarde Actarus au lasernium. Ce dernier s'effondre sous l'effet de la douleur mais Alcor, arrivé sur les lieux, teste sa nouvelle invention sur la tête du Golgoth et le détruit, tuant Astrida. Actarus est sauvé et Alcor le pousse à rentrer au Centre au plus vite pour qu'il se fasse soigner le bras. Mizar a refait son dessin et a obtenu une bonne note. Actarus, en voyant le dessin retravaillé, reconnaît qu'on est toujours heureux de revoir un être aimé.
- Remarques :
  - Le canon qu'Alcor monte sur la jeep est le prototype du canon à « mortanium », arme du futur Alcorak.
  - Pour la première fois, Alcor détruit un Golgoth.

## Les Ailes de la mort
Les Ailes de la Mort est le trente-troisième épisode de Goldorak, diffusé pour la première fois au Japon le 16 mai 1976 et en France le 19 octobre 1978.
- Résumé :

Horos lance une escadrille de navettes vers la Terre. Actarus, dont l'évolution de la blessure au lasernium inquiète Vénusia et son père adoptif, décolle par la route no 7 pour les combattre. Il ignore que l'une des soucoupes porte une caméra transmettant tous faits et gestes de Goldorak à l'ordinateur incorporé d'Horos, lequel enregistre toutes les manœuvres exécutées. Le combat est violent mais bref et Actarus est surpris de ne trouver aucun Golgoth à proximité des navettes. Sur Terre, un oiseau sauvé et recueilli par Actarus est remis à Mizar et soigné par le professeur Procyon qui administre le même traitement à Actarus, dont la blessure s'aggrave après chaque combat. 
Minos et Minas, scandalisés qu'Horos ait sacrifié toute une escadrille dans un raid inutile en apparence, exigent des explications. Horos répond que l'escadrille remplissait une mission de renseignement destinée à mettre au jour les points faibles de Goldorak. L'ordinateur d'Horos en a décelé deux : d'une part, Goldorak ne dispose que d'une autonomie limitée une fois hors de sa soucoupe porteuse, d'autre part six secondes sont nécessaires à Goldorak pour réintégrer sa soucoupe. En conséquence, Horos veut utiliser un Golgoth capable d'exploiter ces faiblesses. 
Envoyé par Horos, Golgoth 33 entre dans l'atmosphère. Goldorak décolle à nouveau, mais le Golgoth, utilisant les points faibles de Goldorak à son avantage, échappe à ses attaques et parvient même à le toucher. Goldorak s'écrase dans un précipice. Alcor part avec sa jeep, de même que Rigel, mais aucun des deux ne parvient à contrer ce monstre. Dans le précipice, Actarus revient péniblement à lui et se rappelant des créatures en forme de grillon de son enfance, il comprend quel est le point faible du monstre. Il se ressaisit, il combat à nouveau le Golgoth, cette fois-ci en exploitant le point faible de son adversaire et parvient à le détruire. Plus tard, Actarus, en regardant Mizar jouer avec son oiseau, une créature inoffensive, souligne que ce dernier sous l'effet du lasernium pourrait devenir « les ailes de la mort ».
- Remarques :

La version française prétend que le cerveau d'un membre de la famille royale d'Euphor — le cousin Obéron — a été greffé sur Golgoth 33 ; il n'en est rien dans la version originale, où le Golgoth est une créature provenant d'une planète conquise par les forces de Véga et ravagée par le lasernium. Ce dernier aurait provoqué la mutation des créatures vivant sur la planète. Cette créature était également l'animal de compagnie d'Actarus enfant. Si Actarus a de la peine, c'est parce qu'il réalise qu'il doit détruire son ancien animal de compagnie, devenu un monstre par suite de son irradiation au lasernium, et non pas Obéron.

## Le Mercenaire de l'oppression
Le Mercenaire de l'Oppression est le trente-quatrième épisode de Goldorak, diffusé pour la première fois au Japon le 23 mai 1976 et en France le 23 octobre 1978.
- Résumé :

Ergastule, prince de Vestalie, une planète asservie par Véga, est choisi par le Grand Stratéguerre et envoyé sur le Camp de la Lune noire pour vaincre Goldorak. L'attitude dédaigneuse et grossière d'Ergastule rend furieux Minos, qui lance un Golgoth contre le mercenaire. Mais l'Anterak détruit sans mal le Golgoth. Le Grand Stratéguerre explique à Minos et Horos qu'il a promis la libération de Vestalie à Ergastule s'il parvient à tuer le prince d'Euphor dans les trois jours à venir. En outre, les habitants de Vestalie, hypersensibles à l'attraction lunaire, voient leurs forces décuplées pendant les nuits de pleine lune ; la Lune sera pleine sur Terre dans les trois jours ce qui constitue un avantage certain pour Ergastule.
Sur Terre, Ergastule détruit tout sur son passage. Goldorak vient à la rescousse mais est très vite dépassé par les capacités de l'Anterak. Mais alors que le prince de Vestalie va lui donner le coup de grâce, il retient son geste et laisse Actarus s'enfuir après lui avoir expliqué ses raisons : le vrai combat aura lieu lors de la prochaine pleine lune. De retour au Centre, Actarus reconnaît qu'il a eu peur et que c'est le plus rude adversaire qu'il ait affronté. Au ranch du Bouleau blanc, Rigel, Mizar et Vénusia reçoivent la visite d'un mystérieux cavalier à la poursuite son ennemi : le prince d'Euphor. Vénusia a du mal à maîtriser son émotion et prévient Actarus. Ce dernier comprend qu'il s'agit d'Ergastule. Alcor l'affronte, mais est vite mis hors de combat. Actarus l'entraîne en forêt. Il lui révèle sa véritable identité et lui propose de se battre d'homme à homme, tout en tentant de le convaincre que le Grand Stratéguerre ne tiendra pas parole. Ergastule ne veut rien savoir et le duel commence. Mais Vénusia s'interpose et protège Actarus en faisant bouclier avec son propre corps. Impressionné par un tel courage guidé par l'amour de Vénusia pour Actarus, le prince de Vestalie baisse sa garde mais leur rappelle que le lendemain soir, c'est la pleine lune.
Tôt le matin suivant, prétextant qu'un cheval s'est échappé, Vénusia entraîne Ergastule dans un lieu désert et après avoir tenté en vain de le convaincre de renoncer à son but, le menace d'un fusil. Le mercenaire désarme Vénusia et elle se retrouve ligotée au-dessus d'une cascade. Actarus et Ergastule se battent à nouveau ; Actarus le fait chuter dans le torrent en contrebas et manque de se noyer, emporté par le courant. Actarus le sauve, à la surprise du mercenaire. À son réveil à la vue du bouquet de fleurs placé par Vénusia dans sa chambre, Ergastule se souvient des nombreuses fleurs qui poussaient sur Vestalie et aussi de sa petite sœur Lyra, victime de la destruction de sa planète par les forces de Véga. Il réalise qu'il est devenu un monstre sanguinaire aux ordres de ceux qui ont ravagé sa planète, et qu'il s'apprête à faire la même chose sur Terre. Ergastule s'enfuit du ranch. Minos, constatant que la Lune est pleine, envoie une escadrille de navettes pour appuyer le mercenaire redevenu lui-même physiquement. À l'arrivée des navettes, Goldorak décolle et les affronte. C'est alors qu'Ergastule entre en scène et aide Goldorak à détruire les navettes. Celui-ci prétend vouloir affronter Actarus seul à seul. Goldorak sort de sa soucoupe porteuse et se bat contre l'Anterak, qui ne riposte pas. Goldorak porte un coup fatal d'astéro-hache à Ergastule qui, agonisant, veut s'expliquer devant Actarus, qui reconnaît qu'Ergastule s'est laissé battre avant de l'écouter. Ergastule meurt, les mains pleines de fleurs.
Vénusia a assisté à toute la scène. Actarus comprend qu'Ergastule a retrouvé sur Terre l'amour des fleurs et des hommes qu'il avait jadis perdu. Il promet que le prince de Vestalie n'est pas mort pour rien.

## Le Premier Raid
Le Premier Raid est le trente-cinquième épisode de Goldorak, diffusé pour la première fois au Japon le 30 mai 1976 et en France le 26 octobre 1978.
- Résumé :

Minos envoie sur Terre Golgoth 35, piloté par le commandant Scarab et se déplaçant essentiellement sous terre. Au centre spatial, Alcor achève la construction de son nouvel OVTerre sous les moqueries d'Actarus. L'alarme sonne lorsque les radars enregistrent une onde sismique se rapprochant du Centre. Actarus comprend qu'il s'agit d'un Golgoth qui approche, et il bifurque vers l'école où Mizar joue au baseball. Goldorak décolle par la route no 4 et après avoir fait évacuer l'école, décide de traquer le Golgoth sous terre en se servant de ses « tariéro-punchs ».
Goldorak finit par perdre sa trace, car le Golgoth peut très rapidement se mettre en position de vol et en position de déplacement souterrain, alors que Goldorak souffre de son autonomie limitée hors de sa soucoupe porteuse (six secondes exigées pour effectuer l'« arrimage »). Il finit par le retrouver alors qu'il s'approche de la route no 5. Goldorak évite de peu l'autodestruction de la route ordonnée par le professeur Procyon. Remonté à l'air libre, le Golgoth fauche Goldorak dans sa manœuvre de récupération de sa soucoupe. Il parvient néanmoins à décapiter le Golgoth de ses deux têtes, et, privé de contrôle, le Golgoth s'écrase sur la tour supérieure du Centre. Pour le faire dégager, Actarus envoie sa soucoupe porteuse bloquer puis éloigner le Golgoth du Centre. En s'agrippant aux ailes de l'OVTerre d'Alcor effectuant là sa première sortie, Goldorak peut rejoindre le Golgoth et l'achever. Actarus baptise l'engin « Alcorak ».
- Remarques :
  - Pour la première fois, on évoque à travers les paroles d'Alcor l'hypothèse qu'Actarus puisse un jour retourner sur Euphor.
  - La coupole, bâtiment principal du centre, rentre sous terre pour la première fois.
  - La base endommagée par Scarab le restera jusqu'à l'épisode 42 (Péril en la demeure).

## L'Invincible du cosmos
L'Invincible du Cosmos est le trente-sixième épisode de Goldorak, diffusé pour la première fois au Japon le 6 juin 1976 et en France le 30 octobre 1978.
- Résumé :

Une météorite volumineuse menace le Camp de la Lune noire. Minos envoie des navettes d'interception et tire sur l'aérolithe avec le « désorbiteur » mais en vain. Alors que Minos et Horos croient leur dernière heure arrivée, un Anterak portant l'insigne de la Division Ruine apparaît et, avec ses armes, coupe la météorite en deux, et les parties s'écrasent un peu plus loin. Le commandant Titios, pilote de l'Antérak, annonce dès son arrivée avoir l'intention de détruire Goldorak. Étonné par tant de confiance en soi, Horos lui demande d'expliquer sa tactique. Titios, en prenant exemple sur l'aérolithe qu'il vient de détruire, explique qu'il va tirer parti des points faibles de son adversaire, considérant que la perfection n'est pas de ce monde. Horos se montre intéressé car dans un épisode précédent, il avait découvert deux points faibles chez Goldorak. Titios en a décelé un troisième.
Le professeur Procyon, ayant fait de son côté le même raisonnement, a pallié la troisième faiblesse de Goldorak : la manœuvre du transfert et de l'autolargue nécessite 7,5 secondes pendant lesquelles Actarus ne peut se défendre, de même que lorsqu'il effectue la manœuvre d'arrimage et d'ovostable qui exige également 6 secondes supplémentaires, soit un temps mort de 13,5 secondes durant lesquelles Goldorak est à la merci de son adversaire. Le professeur propose à Actarus et à Alcor la solution suivante :
- Lorsque Goldorak doit se déplacer dans les airs, il effectue un retournement et se jumelle avec Alcorak, ce qui réduit les 6 secondes de l'« arrimage » et accorde à Goldorak une autonomie plus grande hors de sa soucoupe ;
- Lors du « transfert » et de l'« autolargue », Alcorak suit Goldorak et peut le récupérer immédiatement en cas d'urgence.

Si le principe du jumelage entre les deux machines plaît beaucoup à Alcor, Actarus émet des réserves, soulignant que s'ils sont jumelés, Alcor devra l'accompagner dans toutes ses missions et par conséquent, il courra les mêmes risques. Alcor insiste sur le fait que les hommes dépendent tous les uns des autres et que même les princes n'échappent pas à cette règle. Bien qu'extraterrestre, Actarus doit obéir aux lois humaines puisqu'il vit maintenant sur Terre. Il accepte la leçon d'Alcor et tous deux commencent à s'entraîner dans le simulateur.
Les deux pilotes n'ont pas encore réussi à maitriser ces techniques quand l'Anterak de Titios entre seul dans l'atmosphère terrestre. Reconnaissant l'insigne de la Division Ruine, Actarus décolle pour affronter son adversaire mais, se rappelant les dires de son père à propos des faiblesses de sa machine, ressent un profond malaise d'autant que Titios se proclame « l'Invincible du Cosmos ».
Le combat commence mais l'Anterak étant composé d'un alliage très spécial qui évince les rayons projetés contre lui, Actarus se voit vite obligé d'effectuer la manœuvre fatidique de transfert. Titios en profite pour attaquer et Goldorak se retrouve en difficulté. Le combat se poursuit au sol entre les deux robots. Alcor décide de venir en aide à Actarus, malgré l'opposition du professeur lui rappelant qu'ils n'ont pas réussi le jumelage à l'entraînement. Alcorak arrive sur le lieu de bataille et sauve Goldorak au moment où l'Anterak allait le détruire. Alcor propose à Actarus de tenter d'effectuer le jumelage. La manœuvre est un succès à la grande joie d'Actarus et d'Alcor et à la surprise de Titios qui réalise avant de mourir qu'il ne sera jamais « l'Invincible du Cosmos ».
- Remarques :
  - Le simulateur sur lequel Actarus et Alcorak s'entraînent apparaît pour la première fois.
  - Le thème du point faible à exploiter contre Goldorak est similaire à l’épisode Les Ailes de la mort.
  - Il est à nouveau question des six secondes nécessaires à Goldorak pour réintégrer sa soucoupe.

## Une étoile est morte
Une étoile est morte est le trente-septième épisode de Goldorak, diffusé pour la première fois au Japon le 13 juin 1976 et en France le 11 janvier 1979.
- Résumé :

Un signal de détresse général est lancé dans tout l'empire du grand Stratéguerre : l'étoile Dynamo, qui fournissait l'énergie nécessaire à la planète Stykadès, est entrée en collision avec une supernova et a été désintégrée. Cherchant de nouvelles ressources énergétiques, Horos propose à Véga de s'emparer du plutonium lourd de la Terre. Le Grand Stratéguerre donne son accord.
Au Centre dirigé par le professeur Procyon, alors que les scientifiques enregistrent les paramètres de la supernova responsable de la destruction de Dynamo, les images radar se brouillent brusquement. Intrigué, Alcor décide de faire un vol de reconnaissance avec Alcorak. Mais le radar d'Argoli (qui n'est pas brouillé) indique l'entrée d'une escadrille de navettes appuyée d'un Golgoth dans l'atmosphère, se dirigeant là où est stocké le plutonium lourd. Actarus est contacté d'urgence mais est confronté à Vénusia qui se ronge les sangs à chaque fois qu'Actarus part au combat et qui souffre de ne pouvoir rien faire pour l'aider. Actarus tente de la rassurer dans la mesure du possible.
L'escadrille est arrivée sur les lieux. L'armée tente vainement de riposter. Alcorak intervient mais ne peut empêcher le Golgoth de s'emparer d'un énorme conteneur de plutonium. Goldorak entre en scène : Alcor et Actarus détruisent les navettes. L'escorte éliminée, Actarus ordonne à Alcor de tirer sur le Golgoth afin qu'il lâche prise pendant que Goldorak, d'un coup de rétro-laser, amortit l'atterrissage du conteneur évitant ainsi qu'il ne s'écrase au sol. La manœuvre réussit mais le Golgoth se dirige alors vers le ranch du Bouleau blanc. En effet Horos, ayant remarqué que Mizar et Vénusia faisaient une promenade à cheval, veut les prendre en otage.
Avertis par Procyon du nouvel objectif du Golgoth, Actarus et Alcor se précipitent au secours de Mizar et Vénusia. Alcor parvient à bousculer le monstre avec le nez d'Alcorak et à récupérer Mizar et Vénusia mais le choc est terrible et Alcor est grièvement blessé. Actarus se retrouve seul à affronter le Golgoth qui le bombarde au lasernium. À bord d'Alcorak, Alcor est dans l'incapacité de piloter. Procyon lui suggère de laisser Vénusia prendre sa place et de la guider. Vénusia prend le contrôle d'Alcorak mais, réalisant qu'Actarus est en danger, supplie Alcor et le professeur de l'aider afin d'aller au secours de Goldorak. Procyon et Alcor acceptent et sous la direction de ce dernier, Vénusia permet non seulement à Goldorak de s'échapper mais, galvanisée par la possibilité d'enfin agir, détruit le Golgoth.  
Actarus ayant appris ce que Vénusia a accompli, lui demande de promettre ne jamais recommencer une folie pareille. Vénusia refuse d'obéir à son injonction.
- Remarques :
  - Après Alcor et Vénusia, c'est au tour de Mizar dans cet épisode d'apprendre la véritable identité d'Actarus.
  - Une séquence montrant le prince d'Euphor tomber dans ce qui ressemble à de la lave illustrant la peur éprouvée par Vénusia pendant qu'Actarus est en mission provient de l'épisode 7 : Le Festin des loups.
  - Pour la première fois, Vénusia détruit un Golgoth.
  - La destruction de Dynamo est le premier vacillement de l'empire de Véga.
  - Actarus change de tenue vestimentaire, de même que Vénusia.

## Les Faiseurs de ténèbres
Les Faiseurs de ténèbres est le trente-huitième épisode de Goldorak, diffusé pour la première fois au Japon le 20 juin 1976 et en France le 6 novembre 1978[réf. nécessaire].
- Résumé :

Le Grand Stratéguerre, Minos et Horos constatant que leurs problèmes énergétiques continuent de se poser,leurs réserves n'étant pas inépuisables, décident que la Terre doit devenir leur principale source d'énergie. Au centre, le professeur Procyon, Actarus et Alcor font le point sur la dernière attaque de Véga. Étant arrivé à la conclusion que les forces de Véga, privées de Dynamo, vont jeter leurs derniers atouts dans la bataille, Procyon annonce qu'une nouvelle guerre encore plus rude commence.
Vénusia rejoint Actarus dans une course improvisée à cheval et, galvanisée par son expérience dans l'épisode précédent, elle avoue à ce dernier son désir de devenir pilote. Actarus, conscient que la guerre contre Véga sera encore pire que par le passé, refuse catégoriquement qu'elle expose ainsi sa vie. Vénusia est déçue de son refus et elle doit en plus supporter les remontrances de Rigel exaspéré par le comportement de sa fille et va même traiter Actarus de « premier venu ». Mizar qui connaît maintenant la véritable identité d'Actarus, tient tête à son père. 
Au centre, le professeur a créé le « photocapteur » capable de capter les photons émis par toutes les étoiles et présents dans tout l'espace. Ils pourraient servir de source d'énergie de remplacement pour Goldorak et Alcorak (et pour toute la Terre) si Véga parvenait à dérober son plutonium. Alcor suggère que l'on monte le photocapteur sur Alcorak pour tester cet appareil. Actarus lui rappelle que les photons sont au-dessus de la tropopause et qu'Alcorak risque d'être repéré par les radars de Véga. Mais devant l'insistance d'Alcor, Actarus accepte à la condition de décoller aussi avec Goldorak pour faire diversion.
Au Camp de la Lune noire une escadrille de navettes appuyée d'un Golgoth décolle avec pour mission de s'emparer du plutonium terrien. Goldorak est détecté par les radars de Véga et Minos donne l'ordre de le détruire au passage. La diversion a réussi. Alcorak se livre à sa cueillette sans problème. Mais Horos, plus subtil, quitte la base lunaire avec la soucoupe amirale et observant le combat de Goldorak contre Golgoth 38 comprend que c'est une manœuvre de diversion. Il ordonne une surveillance accrue de l'espace et repère Alcorak. Il envoie l'escadrille de navettes le capturer mais Alcor, arrêtant le test du photocapteur, préfère ne pas engager le combat. Un rayon paralysant est envoyé mais Alcor se libère.
Alcor parvient à regagner le Centre mais, ayant été aveuglé par le rayon paralysant, se retrouve hors de combat. Il est à nouveau incapable de piloter et Goldorak, toujours aux prises avec Golgoth 38 dans l'espace puis sur Terre, a affaire à forte partie. Vénusia décide de prendre à nouveau les commandes d'Alcorak et d'aller aider Actarus, mais seule à bord cette fois-ci. Même Mizar veut se rendre sur le lieu de la bataille, à la surprise de Rigel. Goldorak ne parvient pas à se défaire du Golgoth seul et, voyant arriver Alcorak, demande à Alcor - qu'il pense être aux commandes - d'effectuer un jumelage. Vénusia, qui n'a pas été initiée à cette technique, échoue à la première tentative, mais finit par réussir. La deuxième tentative est un succès et Goldorak et Alcorak détruisent le monstre.
Actarus réalise enfin que c'est Vénusia qui est aux commandes. Il comprend que la jeune fille se retrouve mêlée à cette guerre et que maintenant c'est lui qui va trembler pour elle.
- Remarques :
  - Après ses enfants, Rigel découvre la véritable identité d'Actarus.
  - Horos se déplace avec une soucoupe amirale ressemblant à celle d'Hydargos et que l'on ne reverra plus par la suite dans la série.

## La Patrouille des Aigles
La Patrouille des Aigles est le trente-neuvième épisode de Goldorak, diffusé pour la première fois au Japon le 27 juin 1976 et en France le 9 novembre 1978. 
Actarus refuse de laisser Vénusia prendre part au combat. Mais celle-ci refuse de s'effacer et prouve une nouvelle fois qu'elle est une combattante valeureuse. Les hommes de Véga lancent une offensive pour entrer dans le Centre.
Depuis l'épisode L'Oiseau de feu, les forces de Véga savent que le centre spatial du professeur Procyon est le repère secret de Goldorak. Le Grand Stratéguerre considère que si elles veulent annihiler la puissance du prince d'Euphor, les troupes de Véga doivent détruire le centre. Minos souligne que plusieurs tentatives de destruction ont été menées bien avant leur découverte de la véritable nature du centre, mais qu'elles se sont toutes soldées par des échecs. Horos suggère d'utiliser la ruse : un Golgoth fera diversion pour éloigner Goldorak et Alcorak du centre, afin qu'un détachement de la Division Ruine puisse l'investir et le détruire. Véga donne son accord.
Vénusia participe à un concours de gymnastique devant un public enthousiaste qui comprend Rigel, Mizar et Alcor. Actarus se demande pour sa part ce qu'elle cherche à prouver. À la suite de cela, Rigel insiste pour qu'elle intègre l'équipe formée par Alcor et Actarus, mais ce dernier refuse, considérant que la guerre n'est pas un travail de femme. Il explique cela longuement à Mizar.
Un écho entrant dans l'atmosphère terrestre apparaît sur le radar. Alcor décolle avec Alcorak. Actarus, prévenu par Procyon, veut se rendre au centre avec sa moto et Vénusia veut l'accompagner. Il refuse et part laissant Vénusia au ranch. Arrivé sur Terre, Golgoth 39 largue dans une mine désaffectée du Mont Chauve une soucoupe d'où sortent plusieurs soldats de Véga. Ils prennent contact avec Minos et lui annoncent avoir gagné les lieux sans être repérés, puis ils transforment leur soucoupe en trois navettes particulièrement discrètes.
Procyon, Actarus et Alcor sont perplexes : c'est la première fois qu'un Golgoth effectue un vol de reconnaissance. Actarus préfère rester au centre au cas où une nouvelle alerte se produirait. Les navettes, presque arrivées sur place, sont repérées par Vénusia qui s'entraîne dans la forêt avec Rigel. Constatant que leurs pilotes sont des soldats de Véga, ils partent prévenir le centre, mais les soldats les aperçoivent et les prennent en chasse. À un croisement, Rigel entraîne les soldats sur une fausse piste pendant que Vénusia file jusqu'au centre.
Golgoth 39 est de retour sur Terre et s'attaque à une ville. Procyon ne comprend toujours pas la raison de ces allées et venues, mais devant l'insistance d'Alcor et Actarus, le professeur les autorise à décoller. En voyant Goldorak et Alcorak quitter le centre, Vénusia comprend qu'elle arrive trop tard. Les soldats de Vega, ayant renoncé à la poursuite, ont repris leurs navettes et se lancent sur le centre. Entre-temps, Goldorak s'attaque au Golgoth mais ce dernier est coriace. Au centre, Vénusia prend la moto d'Actarus et distrait comme elle peut les soucoupes jusqu'au retour des garçons. Son combat est très vite remarqué par les collaborateurs du professeur Procyon qui comprend enfin le but recherché par Véga. Actarus est prévenu en urgence mais le Golgoth ne lâche pas prise. Vénusia parvient à détruire une navette mais elle est abattue par les autres. Elle court se réfugier au centre. De leur côté, Goldorak et Alcorak, jumelés, finissent par venir à bout du Golgoth. Actarus rentre aussitôt au centre et détruit les deux dernières navettes.
Procyon constate que sans Vénusia le centre aurait été détruit et qu'ils ne seront pas trop de trois pour résister aux forces de Véga. Actarus accepte enfin l'entrée de Vénusia dans l'équipe : la « Patrouille des Aigles » est née.
Continuité :
- Rigel pense que les performances physiques extraordinaires de Vénusia s'expliquent par la transfusion sanguine avec Actarus dans l'épisode Vaincre ou périr.
- On voit Vénusia en combinaison de pilote pour la première fois.
- Comme dans l'épisode Le Premier Raid, le bâtiment central du centre en forme de coupole rentre sous terre.
- Tout à la fin de l'épisode Rigel exprime la joie d'avoir engendré la « Jeanne d'Arc de l'espace » en parlant de sa fille.

## Le Réveil des volcans
Le Réveil des volcans est le quarantième épisode de Goldorak, diffusé pour la première fois au Japon le 4 juillet 1976 et en France le 13 novembre 1978[réf. nécessaire].
Dans l'océan Pacifique, plusieurs volcans sous-marins entrent en éruption et menacent un conteneur de plutonium situé dans une île à proximité de la zone d'éruption. Sur le Camp de la Lune noire Horos découvre par le biais des éruptions volcaniques l'existence de plutonium dans le sous-sol des fonds sous-marins terrestres. Il prévient Minos de sa découverte. Ce dernier lui suggère d'envoyer sur Terre un Golgoth amphibie prélever des échantillons.
Au centre spatial le professeur Procyon et les Aigles font le point sur la situation. Procyon, redoutant les conséquences d'une explosion du plutonium (qui aurait au minimum les effets équivalents de l'explosion d'une bombe atomique!) suggère d'éloigner celui-ci de la zone dangereuse. Actarus décolle avec Goldorak par la route no 4 suivi par Alcorak avec à son bord Alcor et Vénusia, avec pour mission de transporter le conteneur loin des volcans. Sitôt arrivé, Goldorak entreprend de dégager le conteneur avec son astéro-hache malgré les éruptions et un raz-de-marée qui s'abattent sur lui. Parvenant enfin à le prendre en main, Goldorak s'accroche à Alcorak et emmènent leur précieux chargement en lieu sûr.
À ce moment, Golgoth 40 envoyé par Horos, entre dans l'atmosphère et les attaque. Goldorak dépose le conteneur dans un entrepôt situé sur une île sécurisée et part se battre contre le Golgoth. Ce dernier a plongé et une fois sous l'océan, commence à creuser les fonds sous-marins. Grâce aux détecteurs d'Alcorak, les Aigles repèrent le Golgoth à une profondeur de 650 pieds. Procyon rappelle à Actarus que la consommation énergétique de Goldorak double lorsqu'il est en plongée : au-delà de 10 minutes, il restera au fond. Actarus, persuadé que le Golgoth subit le même handicap, veut essayer quand même mais alors qu'il effectue la manœuvre de séparation, une main hérissée de griffes saisit Goldorak et l'entraîne au fond de l'océan. Le Golgoth immobilise Goldorak mais une nouvelle éruption sous-marine permet à ce dernier de se libérer. Mais Golgoth 40, qui a la possibilité d'extraire le plutonium de la roche comme de la lave, se recharge en énergie et contre-attaque avec des forces décuplées alors que celles de Goldorak ne font que diminuer. Finalement, ce dernier s'effondre à la merci de son adversaire.
Minos, ravi de la tournure de la bataille, ordonne au Golgoth d'achever Goldorak mais voila que l'image de son écran disparaît et ce n'est pas une panne anodine, car toute la base lunaire s'arrête de fonctionner. Le verdict tombe, les réserves d'énergie du Camp de la Lune noire sont épuisées. Horos profite de l'occasion pour prendre le commandement. Il ordonne la mise en service du réservoir de secours et, une fois l'énergie rétablie ordonne au golgoth de cesser le combat contre Goldorak et de s'occuper seulement du plutonium.
Alcor et Vénusia, inquiets pour Actarus, ont la surprise de voir Goldorak émerger des flots, inerte tel un boxeur groogy. Revenu à lui, Actarus constatant que Goldorak est à court d'énergie ordonne à Alcor et Vénusia de s'occuper du Golgoth malgré les supplications de Vénusia voulant qu'Alcorak s'occupe d'abord de Goldorak. Entre-temps, Golgoth 40 qui a réussi à prélever le plutonium sous-marin, remonte et émerge à son tour de l'océan en direction de l'espace. Alcorak se lance à sa poursuite et l'attaque, le mettant en difficultés à la fureur d'Horos. Minos reprend les choses en mains et ordonne au Golgoth d'attaquer à nouveau Goldorak. Ce dernier a suffisamment rechargé ses batteries pour enclencher le corno-fulgur et faire flancher son adversaire. Alcorak, d'un coup de victorang, détruit Golgoth 40.
Minos est consterné mais Horos vient de réaliser qu'un nouveau point faible de Goldorak a été mis au jour : une perte de 50 % de ses capacités lorsqu'il se bat sous l'eau. Procyon, qui a fait le même raisonnement, présente aux Aigles les plans d'un appareil sous-marin qui, une fois jumelé avec Goldorak réduira ce handicap. Vénusia est désignée pilote de ce nouvel appareil.
Remarques :
- Vénusia porte son casque pour la première fois.
- La rivalité entre Minos et Horos se dessine nettement dans cet épisode.

## Le Baptême du feu
Le Baptême du feu est le quarante-et-unième épisode de Goldorak, diffusé pour la première fois au Japon le 11 juillet 1976 et en France le 16 novembre 1978.
Horos a déniché dans la galaxie de Véga une planète, nommée Hydra, où vit une créature amphibie douée d'une force incroyable. Il veut en capturer un spécimen pour le transformer en Golgoth sous-marin afin de profiter du point faible de Goldorak en plongée. 
Sur Terre, le nouvel appareil sous-marin est en construction tandis que Vénusia s'entraîne dans le simulateur avec Actarus et Alcor afin d'acquérir le principe du jumelage. Malheureusement, ses tentatives se soldent par des échecs et alors que la jeune fille est épuisée, elle provoque un accident dans le simulateur qui réveille la vieille blessure d'Actarus. À son chevet, Alcor et toute la famille Rigel sont consternés. Vénusia se sent coupable de cet accident.
Toute une escadrille menée par Golgoth 41 apparaît sur l'écran radar du centre. L'alarme tire de son inconscience Actarus, qui veut se lever malgré les supplications de Vénusia et Mizar. Alcor s'envole avec son Alcorak. Il est rejoint par Goldorak qui décolle par la route no 5. Vénusia reprend son entraînement de plus belle, encouragée par son père et son frère.
Arrivés à la rencontre de l'escadrille, Goldorak et Alcorak se battent contre Golgoth 41 mais ce dernier repousse toutes leurs attaques. Horos donne l'ordre aux navettes de s'emparer du plutonium sous-marin. Actarus ordonne à Alcor de s'occuper des navettes tandis qu'il continue le combat avec Golgoth 41. Alcor malgré quelques réticences s'exécute. Le combat reprend. Au même instant, à force de persévérance, Vénusia réussit dans le simulateur le jumelage de Goldorak avec son appareil qu'elle appellera Vénusiak. 
La bataille fait rage entre Goldorak et le Golgoth. Rigel suggère au professeur Procyon d'autoriser Vénusia à faire une sortie, maintenant qu'elle est au point. Mais Procyon refuse, avançant que les essais en vol de Vénusiak n'ont pas eu lieu. Rigel supplie le professeur de l'envoyer combattre. Finalement, Procyon accepte et Vénusia décolle avec Vénusiak pour effectuer son baptême du feu.
Il était temps car Golgoth 41 a emprisonné Goldorak dans un tourbillon et l'a forcé à plonger avec lui dans l'océan. Arrivée sur les lieux, Vénusia est informée de la situation par Alcor et Vénusiak effectue une plongée. Constatant que Goldorak ne parvient pas à se dégager, Vénusia propose à Actarus de descendre dans l'œil du tourbillon pour s'échapper. La manœuvre réussit : Goldorak effectue le jumelage avec Vénusiak et tous deux détruisent Golgoth 41. Désormais, les Aigles ont trois appareils à leur disposition pour défendre la Planète Bleue.
Continuité :
- La séquence animée montrant les circonstances dans lesquelles le Prince d'Euphor a été blessé, déjà aperçue dans l'épisode La Pierre de foudre, réapparaît dans cet épisode.
- Dans la version française, l'image arrêtée présente à chaque début d'épisode montrant Goldorak, jumelé à Vénusiak, combattant Golgoth 41 et couverte par la voix de Michel Gatineau annonçant solennellement : « Aujourd'hui Goldorak dans... » est issue de cet épisode.

## Péril en la demeure
Péril en la demeure est le quarante-deuxième épisode de Goldorak, diffusé pour la première fois au Japon le 18 juillet 1976 et en France le 20 novembre 1978. 
Le centre spatial du professeur Procyon reçoit de nouveaux équipements, en particulier un « cérébro-ordinateur » destiné à devenir le cerveau central du restructurateur du centre. Rigel s'interroge sur l'utilité de ces équipements. Alcor lui explique que, étant donné que les forces de Véga connaissent leurs secrets, il est primordial de tout modifier pour contrecarrer une nouvelle attaque de leur part. Pourtant, Procyon demeure songeur. Alcor lui rappelle qu'en cas d'attaque, Véga trouvera devant lui Goldorak, Alcorak et aussi Vénusiak mais Procyon ne demeure pas tranquillisé pour autant. 
Horos et Minos ont décidé de recommencer l'opération utilisée dans l'épisode La Patrouille des aigles. Une nouvelle soucoupe amirale vient d'être livrée et mise à la disposition de Minos. Ce dernier, tirant leçon des défaites infligées, propose d'effectuer une diversion visant à éloigner tous les Aigles du Centre ce qui lui laisserait le champ libre pour l'attaquer et le détruire par l'usage d'un canon au lasernium. Horos lui donne carte blanche.  
Sur Terre, alors que le cérébro-ordinateur est installé, Procyon, tourmenté, ne se résout pas à le connecter. Son air soucieux intrigue au plus haut point Actarus qui le questionne à ce sujet. Procyon lui explique qu'ils ne pourront pas repousser une éventuelle attaque avec leurs moyens de défense actuels et qu'il suffirait que les trois appareils soient en mission pour que le centre soit à la merci des forces de Véga. Procyon continue ensuite, en précisant que depuis des années, ils perfectionnent le centre et avec l'arrivée du cérébro-ordinateur la restructuration lui donnera les moyens qui lui font défaut. Actarus suggère que sa mise en service soit faite immédiatement mais Procyon lui explique que transformer son centre en forteresse consacrerait sa propre transformation de scientifique, cherchant la présence divine à travers la création, en guerrier, et que ceci lui coûte énormément.
Ayant pris le commandement de sa soucoupe amirale, Minos lance une escadrille de navettes accompagnée de Golgoth 42, le leurre de leur opération. Alcor décolle le premier avec Alcorak. Il est rejoint par Goldorak qui décolle par la route no 7. Actarus remarque que le Golgoth est moins puissant que ses prédécesseurs, ce qui trouble Procyon. Le Golgoth plonge dans le lac. Vénusia décolle à son tour avec Vénusiak. Ce dernier se jumelle avec Goldorak et tous deux patrouillent à la surface du lac. Soudain le Golgoth surgit des profondeurs, entraîne Goldorak et Vénusiak au fond du lac et les immobilise.
Minos, constatant que la voie est libre, ordonne au Golgoth de les maintenir au fond le plus longtemps possible. Actarus, constatant que son adversaire se contente de le retenir au fond du lac, réalise qu'il n'a pas les moyens de le détruire. Il comprend brusquement que la véritable cible de Véga c'est le Centre et ordonne à Alcor d'y retourner et de le défendre. Il contacte d'urgence Procyon et lui supplie de connecter le cérébro-ordinateur. La soucoupe amirale arrive au Centre, accompagnée d'une nouvelle escadrille de navettes qui commencent l'attaque. Alcorak arrive à la rescousse alors que Minos ordonne la mise en place du canon au lasernium, canon qu'il prend en main personnellement.
Cependant, Actarus ronge son frein car Alcor se bat comme un lion contre les navettes mais ne peut rien contre la soucoupe amirale et dans la salle du cérébro-ordinateur, Procyon ne parvient pas à surmonter ses répugnances. C'est alors qu'il trouve la solution. Il ordonne à Vénusia de mettre Vénusiak en marche afin de se propulser avec le Golgoth sur les rochers afin de l'obliger à lâcher prise. La manœuvre est un succès : Goldorak et Vénusiak émergent du lac et retournent au centre en vitesse. Procyon de son côté décide enfin de connecter le cérébro-ordinateur.
Goldorak arrive sur les lieux au moment on Minos semble avoir détruit le Centre avec le canon au lasernium, mais lorsqu'au sous-sol, Procyon met en service la restructuration, un gigantesque bâtiment surgit des décombres recouvert d'un miroir de protection. Le bâtiment principal en forme de coupole émerge aussi des décombres. Le miroir s'ouvre et un bâtiment comportant trois hangars de lancement se déploie. Revenu de sa surprise, Minos lance ses navettes à l'attaque, mais elles sont systématiquement détruites par les canons laser de protection du nouveau bâtiment ; quant au canon au lasernium, il est détruit par Goldorak. Hors de lui, Minos ordonne la retraite. Seul Golgoth 42 s'attaque à Goldorak mais ce dernier n'a aucun mal à le détruire lui aussi.

## La Victoire des Aigles
La Victoire des Aigles est le quarante-troisième épisode de Goldorak, diffusé pour la première fois au Japon le 25 juillet 1976 et en France le 23 novembre 1978.
Minos et Horos examinent les nouvelles installations du centre spatial du professeur Procyon et concluent qu'ils ne peuvent le détruire en partant du Camp de la Lune noire. Le micro-ordinateur d'Horos leur suggère d'établir une base avancée sur les îles volcaniques situées dans l'océan Pacifique au large de la côte japonaise afin de harceler le centre sans répit. Le site est d'autant plus avantageux que les îles en question sont impropres à toute activité humaine, mais dans l'hypothèse où le centre renforcerait encore son système de défense, la base devra être installée en un minimum de temps. Horos propose à Minos de confier cette mission au capitaine Gaska qui selon lui est un excellent officier, mais aussi un merveilleux technicien. Ce dernier accepte ce travail avec enthousiasme, car il caresse le rêve de devenir le Maître de la Terre, général du projet, commandant toute une planète.
Au Centre, le radar capte l'entrée dans l'atmosphère d'une énorme météorite. Les Aigles sont prévenus. Actarus veut aller voir, mais Alcor le prend de court. Arrivé à la rencontre de la météorite, Alcor se rend compte qu'elle se dirige vers les îles volcaniques, mais lorsqu'il s'approche d'elle de trop près, un rayon aveuglant le fait sombrer dans l'inconscience et Alcorak poursuit dangereusement sa course vers l'exosphère. Alcor revient brièvement à lui à temps pour enclencher le pilotage automatique qui fait virer de bord Alcorak et le ramène au Centre.
Revenu à lui, Alcor a beaucoup de mal à expliquer ce qui lui est arrivé. Procyon suggère aux Aigles de s'occuper de cette affaire ensemble et de ne surtout pas disperser leurs forces. Aussi, il nomme Actarus chef d'escadrille de la patrouille. Peu de temps après, un navire patrouilleur explose à proximité des îles volcaniques. 
Dans la base en construction, Gaska a fort à faire avec l'incompétence et l'insubordination des soldats de Véga. De son côté, Alcor se rend responsable de la destruction du patrouilleur et il faut toute la patience et la persuasion d'Actarus pour le rappeler à l'ordre et lui proposer d'y aller tous ensemble. Les paroles d'Actarus apaisent Alcor et les trois Aigles décollent avec leurs appareils respectifs.
L'arrivée de Goldorak, d'Alcorak et de Vénusiak au-dessus des îles volcaniques crée une véritable panique dans la base. Gaska lance un appel au calme et ordonne aux soldats de reprendre leur travail. Il quitte la base avec Golgoth 43, et tire des missiles en direction des Aigles, qui les esquivent. Actarus, comprenant que leur adversaire est sous l'océan, décide de le rechercher avec Vénusia pendant qu'Alcor reste en surveillance. Une fois jumelés, Goldorak et Vénusiak plongent et se retrouvent confrontés au Golgoth 43 de Gaska, qui les aveugle avec le rayon qui avait touché Alcor auparavant. Ce dernier comprend ce qui se trame sur l'île. Alcorak tire et détruit la base. Informé de la destruction de son travail, Gaska, furieux, rompt le combat avec Goldorak et émerge pour constater les dégâts. Il abat les navettes dans lesquelles les survivants s'enfuyaient. Actarus informe Alcor de leur cécité provisoire. Ce dernier leur demande de refaire surface.
Dans les décombres de la base, Gaska, voyant ses ambitions personnelles réduites à néant, perd la raison : il veut reconstruire la base avec les deux seuls soldats qu'il lui reste, et les élimine quand ils projettent de fuir. Goldorak parvient tant bien que mal à sortir de l'eau et à effectuer la séparation d'avec Vénusiak. Il se retrouve face au Golgoth 43, et bien que ce dernier ait l'avantage face à son adversaire toujours aveuglé, sous le coup de la folie, il fait une fausse manœuvre et s'autodétruit. Actarus reconnaît que ce n'est pas la victoire d'un seul homme, mais celle des trois Aigles.
Continuité :
- L'épisode permet aux spectateurs de découvrir les nouvelles installations du Centre mis à la disposition des Aigles. Alcor et Vénusia ont droit à un trajet rituel vers leurs appareils respectifs dans des capsules, semblable à celui qu'effectue Actarus dans la plupart des épisodes.
- Alcor remarque un oiseau volant au-dessus de l'île et se rappelle l'oiseau cybernétisé de l'épisode « l'Oiseau de feu ».

## Quand les chiens sont lâchés
Quand les chiens sont lâchés est le quarante-quatrième épisode de Goldorak, diffusé pour la première fois au Japon le 1er août 1976 et en France le 29 novembre 1978.
Horos examine un document archéologique révélant qu'il y a des milliers d'années Véga avait envoyé des engins vers la Terre et que l'un d'eux se serait posé près du lieu où est actuellement le centre du professeur Procyon. Un collecteur d'ondes télévisuel aurait été laissé sur les lieux et Minos mis au courant, suggère l'envoi d'un espion chargé de retrouver les vestiges de cette ancienne base et d'utiliser le collecteur pour percer le secret de l'héliodardeur du centre.
Alcor participe à la fête d'un village du voisinage. Une grotte réputée maudite est explorée par un jeune étudiant en archéologie appelé Eridan, qui est persuadé, en examinant les fresques peintes sur les parois, que des extraterrestres sont venus sur Terre, il y a des millénaires. Un éclat de lumière attire son attention mais les gardiens du sanctuaire, croyant avoir affaire à un profanateur de lieux sacrés, l'obligent à sortir. Une fille de 11 ans vient à son secours et lui permet de s'échapper. Les gardiens poursuivent les deux enfants et tombent sur Actarus n'ayant l'air de rien. Il les oriente sur une fausse piste et permet aux deux enfants de sortir de leur cachette. Remis de leurs émotions ils se présentent. Karina, la jeune fille, est la jeune sœur d'Eridan. Ce dernier raconte sa découverte à Actarus qui soupçonne bien sûr Véga. Puis il prend congé d'Actarus n'aimant guère les fêtes et laissant Karina y rester si elle veut.
Actarus veut la présenter à ses amis mais Karina lui explique qu'ayant perdu ses parents dès son plus jeune âge et vivant dans une ferme isolée avec son frère que tout le monde croit fou, elle a appris à supporter la solitude ; en apparence seulement car elle s'enfuit en pleurant. Il faudra qu'Actarus, portant un masque, fasse le pitre devant elle pour qu'elle sèche ses larmes et se mette à rire. Plus tard, une promenade à cheval réunissant Actarus, Karina, Mizar et Vénusia redonne le sourire à la jeune fille. 
La nuit venue, Eridan retourne dans la grotte, finir son exploration. Il retrouve l'éclat de lumière aperçue l'après-midi, mais tombe dans un puits profond. Il remarque une étrange fresque qui est en fait le collecteur d'ondes déjà évoqué. Il appuie dessus. Un rayon est lancé en direction du ciel et quatre soucoupes se posent au fond du puits. Un homme de Véga appelé Hérios sort de l'une des soucoupes et ayant repéré Eridan, le tue et prend possession de son corps. Il fait son rapport à Minos qui lui ordonne de passer à l'action. Sous l'effet d'un étrange fouet manipulé par Hérios, les trois autres soucoupes se transforment en Golgoths 44 qui creusent un passage souterrain jusqu'au centre. Ils s'introduisent dans la base et cherchent la salle des transformateurs jusqu'à ce qu'ils la trouvent.
Actarus, réveillé en sursaut par sa blessure et ayant compris que des hommes de Véga ne sont pas loin, tombe nez à nez avec eux. Il déclenche l'alarme et se transforme en prince d'Euphor. Il est très vite rejoint par Alcor, Vénusia, le professeur Procyon et ses collaborateurs. Procyon, craignant que Véga ne perce leurs secrets, ordonne aux Aigles de brancher les canons électroniques qui repoussent les Golgoths de la salle des transformateurs. Actarus, Alcor et Vénusia leur tirent dessus. Hérios, voyant qu'ils sont découverts, ordonne la retraite. Les Golgoths repartent par où ils sont venus.
Actarus part à leur recherche en moto. À la sortie de la grotte, Hérios avec son fouet ordonne aux Golgoths de se cacher mais il se retrouve face à Actarus qui, voyant devant lui Eridan, comprend qu'un autre a pris son corps. Ce dernier l'attaque mais un coup de revolver d'Actarus l'oblige à abandonner le corps d'Eridan et à s'enfuir dans la grotte. Actarus le suit jusqu'au puits et l'élimine. Apercevant le collecteur d'ondes laissé par l'ancêtre des Véghiens, Actarus le détruit.
Partie à la recherche d'Eridan, Karina trouve à l'entrée de la grotte le corps inerte de son frère et accuse Actarus d'avoir assassiné Eridan. Les Golgoths, n'ayant plus de maître, s'attaquent au Centre. Alcor et Vénusia décollent, mais sont vite dépassés par les trois monstres. Goldorak décolle à son tour par la route no 5. De son côté, Karina aperçoit le fouet resté dans la main d'Eridan et l'utilise. Lorsque Goldorak rejoint ses coéquipiers, tous trois constatent que les Golgoths ont brusquement disparu. Ces derniers se sont posés auprès de Karina, morte de peur, mais qui, une fois l'effet de surprise passé, se rend compte que les monstres attendent ses ordres. Apercevant Goldorak passer au-dessus d'elle, Karina leur ordonne de l'attaquer et de le détruire. Goldorak a affaire à forte partie d'autant que Karina encourage les Golgoths par l'intermédiaire de ses coups de fouet. Finalement, Goldorak les détruit et le fouet se désintègre dans les mains de Karina qui s'effondre.
Le lendemain, alors qu'elle se recueille sur la tombe de son frère, Karina apprend toute la vérité. Puis elle fait ses adieux à Mizar, Vénusia et surtout à Actarus.

## Des fourmis et des hommes
Des fourmis et des hommes est le quarante-cinquième épisode de Goldorak, diffusé pour la première fois au Japon le 8 août 1976 et en France le 29 novembre 1978.
Mizar a construit un télescope astronomique et le présente aux Aigles qui se moquent de lui. Il décide néanmoins de veiller au cas où Véga attaquerait. Pendant la nuit, il remarque qu'un aérolithe se détache en deux morceaux qui disparaissent. Le lendemain, il informe les Aigles de sa découverte mais il subit les railleries d'Alcor et les remontrances de Vénusia. Seul Actarus lui prête une oreille attentive et l'encourage à défendre son point de vue.
Les Aigles sont convoqués par le professeur Procyon à l'atelier. Ce dernier leur présente une nouvelle machine nommée Phossoirak et destinée, une fois jumelé à Goldorak, à ouvrir un chemin souterrain. En effet, les tarrièropunchs de Goldorak sont insuffisants pour combattre sous terre. Alcor est désigné pilote de ce nouvel appareil dont le pilotage est similaire à celui d'Alcorak. Les premiers essais sont un succès mais alors que Phossoirak passe au-dessus d'un volcan, ses instruments de bord se brouillent. Alcor entreprend d'explorer les lieux.
Après avoir pénétré dans une grotte, il remarque un curieux objet en forme de nid et se rappelle les dires de Mizar. Alors que l'objet semble bouger, Alcor tire : des fourmis géantes font éclosion et le poursuivent. Tout cela fait partie d'un nouveau plan imaginé par Minos et Horos. Ils ont envoyé deux mini-navettes transportant deux nids de fourmis irradiées au lasernium, qui se sont posées en deux points précis : le point A à proximité de l'observatoire, le point B à proximité du centre. Les fourmis du point A doivent attaquer en premier l'observatoire afin de jeter la confusion dans le centre. Puis les fourmis du point B attaqueront à leur tour et détruiront le centre. Minos envoie Golgoth 45 afin de créer une diversion et éloigner Goldorak du centre. Ce dernier décolle par la route no 2 et attaque le Golgoth conformément au plan des Véghiens.
Mizar de son côté prévient Procyon de sa découverte et celui-ci repasse un enregistrement montrant l'aérolithe se détachant en deux morceaux. Au même instant Alcor, qui a réussi à regagner Phossoirak donne l'alerte. Procyon comprend que l'aérolithe a transporté les œufs de fourmis sur Terre. Actarus est contacté d'urgence mais le Golgoth le met en difficulté.
Horos avertit Minos qu'Alcor, en tirant sur le premier nid de fourmis, a provoqué une éclosion prématurée. Aussi Golgoth 45 est envoyé au nid du point B pour le bombarder au lasernium. Goldorak profite de ce répit pour se jumeler avec Vénusiak et rejoindre Alcor qui, avec Phossoirak, tente de repousser les fourmis.
Au centre, la disparition du Golgoth est remarquée. Mizar suggère qu'il est allé rejoindre la fourmilière du point B. En réexaminant l'enregistrement le point B est localisé et Procyon envoie Goldorak qui se jumelle avec Phossoirak pour traquer le Golgoth sous terre. Ce dernier est détruit, mais les fourmis géantes du point B attaquent. Procyon suggère à Alcor d'envoyer une pyrobombe afin de réactiver le volcan et provoquer une éruption. La lave éradique toutes les fourmis. Mizar est félicité par le professeur et ses collaborateurs.
Continuité :
- L'épisode marque l'entrée en scène d'un nouvel engin volant, le Phossoirak et explique le troisième hangar du centre.

## Le Ballet des requins
Le Ballet des requins est le quarante-sixième épisode de Goldorak, diffusé pour la première fois au Japon le 15 août 1976 et en France le 4 décembre 1978.
Alcor reçoit une invitation de la part du parc Marina pour assister à un ballet de requins et propose à Vénusia et Actarus de l'accompagner. Ce dernier préfère rester au centre pour assurer sa sécurité, et Vénusia veut rester aussi au grand dam d'Alcor. Le professeur Procyon pousse finalement Alcor et Vénusia à y aller car le parc se trouve à 30 minutes du centre spatial et ils ont besoin de détente, mais par contre le professeur préfère qu'Actarus reste au centre. Vénusia se rend compte que s'ils y vont, ils devront emmener avec eux Mizar et Rigel. Ce dernier ne manque pas l'occasion d'être ridicule, à la grande colère de sa fille. 
Arrivés à la Marina, Alcor, Vénusia et Mizar goûtent aux joies de la piscine, tandis que Rigel entre dans un restaurant et se fait servir par un serveur qui n'a pas l'air si humain que cela. Une annonce prévient Alcor qu'il est demandé au téléphone. Il se dirige vers la cabine téléphonique mais à peine est-il rentré que le sol de la cabine s'ouvre et Alcor disparaît. Vénusia et Mizar se rendent compte de sa disparition ainsi que de celle de Rigel. Après avoir constaté que la cabine est vide, ils décident de les rechercher dans tout le parc. De son côté, toujours dans le restaurant, Rigel, repu et ivre, entend un serveur dire qu'il a enlevé Alcor. Ses enfants le retrouvent et il leur raconte ce qu'il a entendu. Vénusia comprend alors qu'ils sont tombés dans un piège.
En effet, le parc Marina cache une base secrète de Véga et Alcor a été capturé dans le but de lui faire avouer où se cachent Goldorak et le prince d'Euphor. Pour cela, les espions de Véga ont l'intention de prendre en otage tous les invités en utilisant les requins du ballet qui sont en fait des Golgoths. Cependant, Procyon et Actarus sont prévenus par Vénusia de l'enlèvement d'Alcor. Ayant eu connaissance du nombre élevé d'invités, Procyon envoie Actarus rejoindre Vénusia et sa famille. À Marina, alors que la famille Rigel continue à faire comme si de rien n'était, Rigel fait signe à Vénusia que le serveur qui parlait d'Alcor passe juste à côté d'eux. Dans le but de sauver Alcor, Vénusia le suit jusque dans leur base.
Le ballet de requins commence devant un public très impressionné par la férocité des squales. Les forces de Véga ont l'intention de faire intervenir Golgoth 46 à la fin du ballet mais Alcor se moque de lui et le chef des espions, furieux, lui jette un revolver laser en pleine figure, lequel fait ricochet sur sa tête et tombe dans l'entrée avant d'être ramassé discrètement par Vénusia, sans que les espions ne la remarquent. À la fin du ballet, sur un signe d'Alcor, Vénusia passe à l'action et abat trois espions mais un soldat de Véga fait sauter l'arme de ses mains. Il la tient en joue mais le rayon laser d'un revolver le réduit au silence. Vénusia se retourne : Actarus se tient dans l'encadrement de la porte. Il aide Vénusia à se relever et libère Alcor. Ce dernier propose de rester sur place pour s'occuper des invités pendant qu'Actarus et Vénusia repartent au centre et reviennent lui donner un coup de main avec Goldorak et Alcorak. 
Alcor manipule les faux requins de manière à faire sortir tous les invités du parc puis appuie sur le bouton d'autodestruction des squales. Le Golgoth surgit du parc portant la piscine sur lui. Goldorak et Alcorak arrivent rapidement sur les lieux. Alcor prend les commandes d'Alcorak et aide Goldorak à détruire le monstre.

## Le Lac embrasé
Le lac embrasé est le quarante-septième épisode de Goldorak, diffusé pour la première fois au Japon le 22 août 1976 et en France le 7 décembre 1978.
Actarus, Alcor et la famille Rigel partent faire du camping. Une course à moto improvisée entre Actarus et Alcor réveille la jalousie de ce dernier, car Vénusia encourage Actarus en ignorant Alcor qui le prend très mal. Plus tard, alors que le campement a été établi au bord d'un lac, Alcor fait bande à part, dans l'indifférence générale. Seul Mizar a remarqué son comportement bizarre et le soir, alors qu'Actarus joue de la guitare accompagné par Rigel et Vénusia, Alcor s'isole. Il est rejoint par Mizar qui lui demande des explications sur son attitude récente. Le jeune garçon pense qu'Alcor est amoureux de Vénusia, ce qu'il nie catégoriquement.
Un groupe de motards vient encercler les campeurs de manière très agressive. Alcor rejoint ses amis et s'empare de la guitare d'Actarus pour faire front, suivi par Rigel qui saisit une bûche enflammée. Mais Actarus tenant à sa guitare, tente de maîtriser Alcor qui reste sourd et repousse peu à peu Actarus vers le cercle de motos. Rigel les sépare, mais Alcor reste agressif envers Actarus. Le groupe de motards cesse son encerclement mais leur chef leur ordonne de laisser les campeurs tranquilles.
Les motards sont des espions de Véga chargés de superviser l'arrivée sur Terre de petites boules en provenance du Camp de la Lune noire expédiées par Minos et Horos. Ces boules tombent dans le lac : chacune d'elles s'ouvre, laissant les pièces détachées d'un Golgoth s'assembler au fond du lac. Alcor, de son côté, continue à faire bande à part avec sa moto. Il manque de peu de provoquer l'accident d'une voiture conduite par deux jeunes filles qui, d'ailleurs, lui redonnent le sourire.
La voiture en question est poursuivie par les motards. Alcor vient en aide aux jeunes filles, mais c'est lui qui se retrouve en situation difficile. L'arrivée d'Actarus en moto fait fuir les agresseurs. Le lendemain, des missiles surgissent du lac et s'abattent sur le centre. Le professeur Procyon contacte Actarus et celui-ci ordonne le retour immédiat, mais Alcor n'est pas là car il prend un bain matinal avec les deux jolies filles rencontrées la veille. Ne pouvant l'attendre, Actarus, Vénusia, Rigel et Mizar rentrent au centre.
Goldorak décolle, suivi par Vénusiak. Ce dernier, cherchant la rampe de lancement des missiles, passe au-dessus d'Alcor qui comprend ce qui se passe. Vénusia aperçoit un missile qui sort du lac mais Vénusiak est touché par un rayon et fait un atterrissage en catastrophe. Alcor se précipite, mais Vénusia délire en prononçant le nom d'Actarus au grand dam d'Alcor. Vénusia revient brusquement à elle et révèle à Alcor ce qu'elle a découvert. Ce dernier retourne au centre, pendant que Goldorak et Vénusiak jumelés attaquent la base au fond du lac. Alcor à bord de Phossoirak, parvient à pénétrer dans la base où se trouve le Golgoth mais ce dernier est capable de se désassembler et de s'assembler à volonté. Goldorak livre bataille contre son adversaire et, avec l'aide de Phossoirak et de Vénusiak, parvient à le détruire pièce par pièce.
Alcor reconnaît qu'il est amoureux de Vénusia mais qu'il est aussi l'ami d'Actarus et rien ne doit les désunir, pas même ses sentiments personnels.

## Un monde en fusion
Un monde en fusion est le quarante-huitième épisode de Goldorak, diffusé pour la première fois au Japon le 29 août 1976 et en France le 11 décembre 1978.
À la suite de tremblements de terre, des glissements de terrain et des phénomènes inexpliqués se produisent dans le secteur du centre spatial. Actarus soupçonne immédiatement Véga d'être derrière tout cela. Le professeur Procyon ne peut l'affirmer avec certitude car les radars n'ont rien détecté de suspect. Alcor et Vénusia partent faire une enquête minutieuse sur les lieux concernés. Vénusia prend des photos aux infrarouges et branche son détecteur de radioactivité mais ne capte rien. Alcor, à bord de Phossoirak, se fait conduire par les gardes forestiers dont la jeep a roulé toute seule, sur le lieu du glissement de terrain. À cet instant, une partie de la montagne s'écroule et le détecteur de Vénusiak décèle des émanances de radioactivité.
Comprenant qu'Actarus avait raison, Alcor tire sur le reste de la montagne. Il débusque un Golgoth ayant l'aspect d'une chenille et piloté par le commandant Hydro. Goldorak vient au secours de Vénusia et d'Alcor qui repoussent finalement le Golgoth à l'intérieur de la montagne. Goldorak se jumelle avec Phossoirak et tous deux traquent le Golgoth sous terre. Ils tombent dans une cavité souterraine où le Golgoth transforme la terre en sables mouvants. Goldorak et Phossoirak patinent et s'enfoncent. Le Golgoth en profite pour les attaquer. À la demande d'Actarus, Vénusiak envoie une ancre et permet à Goldorak d'échapper à ce piège, à la grande fureur de Minos qui surveillait l'opération depuis sa soucoupe amirale.
Il ordonne à Hydro de poursuivre leur plan qui consiste à précipiter le centre et sa région dans l'asthénosphère, en creusant des puits dans l'écorce terrestre. Les tremblements de terre se multiplient. Au Centre, Vénusia a remarqué que les glissements de terrain se succèdent selon un demi-cercle régulier. En suivant la progression sur un planiscope, Procyon comprend que c'est le centre qui est visé. Il ordonne aux Aigles de les arrêter car la situation catastrophique entraîne la fuite de la population dont Rigel et Mizar.
Minos envoie une escadrille de navettes que Goldorak détruit pendant qu'Alcor et Vénusia tentent de retrouver le Golgoth notamment, en se fiant au détecteur de radioactivité. Le golgoth réapparaît et attaque Phossoirak et Vénusiak qui fait un atterrissage forcé. Goldorak arrive à la rescousse et un combat violent s'engage. Actarus ayant réalisé que le Golgoth est piloté, comprend que le point faible c'est la tête. Grâce à l'aide de Phossoirak Goldorak se dégage et parvient à détruire le corps du Golgoth. Phossoirak, d'un coup de Pyrobombe détruit la tête.
Remarques :
- Dans la version française, à partir de cet épisode, le nouveau générique images, signé Shingo Araki est diffusé, dans lequel apparaissent : le centre « deuxième version », les trois appareils se jumelant tour à tour à Goldorak, la soucoupe amirale de Minos, les Golgoth 45, 40, 44 et 50, les fourmis de l'épisode Des fourmis et des hommes, les nouvelles navettes ainsi que Phénicia. Dans la version originale, ce générique est diffusé à partir de l'épisode suivant.
- Dans la version française, on peut entendre Alcor dire, à plusieurs reprises, 'Alcorak go' alors même qu'il est à bord du vaisseau 'Phossoirak'. Vers les 4min10sec de l'épisode, on l'entend dire "Pour plus de sureté je vais sortir mon Alcorak.", puis vers 4min52sec et 7min49sec il dit "Alcorak go" mais les images montre Alcor pilotant le Phossoirak.
- Toujours dans la version française, Alcor mentionne le victorang alors qu'il se trouve dans le Phossoirak.

## La Dernière survivante
La dernière survivante est le quarante-neuvième épisode de Goldorak, diffusé pour la première fois au Japon le 5 septembre 1976 et en France le 14 décembre 1978.
Sur la face cachée de la Lune, le hangar de l'Anterak 149 situé à l'extérieur du Camp de la Lune noire explose. L'Anterak semble indemne, mais Minos constate avec surprise que celui-ci décolle sans ordre de mission et reste sourd aux appels. Horos, plus perspicace, comprend que l'explosion a endommagé ses circuits et qu'il est incontrôlable. L'Anterak quitte la Lune et se dirige vers la Terre, suivant une trajectoire erratique. Le radar du centre spatial du professeur Procyon repère l'entrée de l'Anterak dans l'atmosphère et Goldorak décolle par la route no 7. À peine arrivé, l'Anterak plonge dans la mer du Japon et s'attaque à une ville ne présentant aucun intérêt stratégique.
Bifurquant vers les hauts plateaux de la cordillère, l'Anterak vient troubler une bande de jeunes faisant les fous en moto, dont une jeune fille portant à son cou un curieux médaillon. La soucoupe détruit la forêt environnante ainsi qu'une maison retirée. Un vieil homme en sort et tire sur la soucoupe folle mais un bout de branches d'arbre le fait tomber à terre. À la recherche de l'Anterak, Goldorak survole la maison à moitié détruite et le vieil homme le reconnaît. La jeune fille en moto se précipite vers le vieillard qui est manifestement son grand-père. Celui-ci prononce à nouveau le nom de Goldorak et celui d'Euphor. Ne comprenant rien à ces mots, la jeune fille transporte le vieil homme dans la maison et le soigne.
Revenant à lui, le vieillard sentant sa fin venir, décide de rafraîchir la mémoire de la jeune fille et lui dit que non seulement elle n'est pas sa petite-fille mais qu'elle n'est pas née sur Terre. La jeune fille croit que le vieillard délire mais, en se servant du médaillon qu'elle porte à son cou comme preuve, il lui révèle qu'elle est la fille du roi d'Euphor et de la reine Astrida et lui raconte la destruction de leur planète par les forces de Véga qui a commandité, outre le massacre de la population, l'assassinat de toute sa famille. Il continue en précisant qu'il l'a recueillie alors que la situation était désespérée et prenant une navette spatiale, ils se sont enfuis d'Euphor et se sont réfugiés sur Terre il y a de cela plusieurs années. Il termine en lui révélant son vrai nom : Sa Grâce Phénicia d'Euphor. Abasourdie, cette dernière retient surtout que tous ceux de sa famille ont été massacrés.
L'émission d'un champ de force radioactif réveille la vieille blessure d'Actarus qui perd le contrôle de Goldorak et fait un atterrissage en catastrophe. Minos, ravi de voir Goldorak à la merci d'Anterak 149, lui ordonne de le détruire mais en vain. Alcor et Vénusia décollent avec Alcorak et Vénusiak et partent à la recherche de Goldorak.
Alors que le jour se lève, Phénicia demande à son grand-père adoptif les raisons pour lesquelles il lui a révélé qu'elle était la princesse d'Euphor. Le vieillard évoque alors la vision de Goldorak, persuadé que ce dernier est dans les mains de Véga maintenant. Aussi, il supplie la jeune fille de le retrouver grâce à son médaillon et de le reprendre à l'ennemi. Son tuteur mort, Phénicia jure sur sa tombe de retrouver Goldorak et de défendre la Terre contre les forces de Véga. Cependant, Alcor et Vénusia retrouvent Goldorak et leurs appels tirent Actarus de son inconscience. Ayant quitté sa maison en moto, Phénicia constate que son médaillon s'illumine et voit passer Goldorak accompagné d'Alcorak et de Vénusiak. Elle décide de les suivre espérant trouver son repaire.
Sur la zone côtière, Anterak 149 détruit des complexes industriels. Alcor attaque le premier mais il est secoué par la radioactivité émanant de cet Anterak, ce qui rend toute approche impossible. Actarus a une idée : il renvoie Alcor au centre chercher Phossoirak, pendant que Vénusia et lui multiplient les petites attaques pour obliger l'Anterak à les suivre jusque dans un secteur désert. La tactique réussit. Actarus qui a compris la raison du comportement anormal du monstre, fait autolarguer Goldorak et, une fois Phossoirak sur les lieux, effectue le jumelage avec ce dernier, afin de creuser la terre sous l'Anterak de façon à la rendre meuble. Ce dernier s'enfonce, incapable de s'échapper. Vénusiak l'attaque depuis le ciel, pendant que Phossoirak l'attaque depuis le sous-sol. Surgissant de la terre et après s'être séparé de Phossoirak, Goldorak achève l'Anterak d'un coup d'« astéro-hache ».
Le soir venu, alors qu'Actarus, Vénusia et Alcor admirent au centre le coucher du soleil, ce dernier évoque la nécessité d'un quatrième Aigle permettant à Phossoirak d'accompagner toujours Goldorak. Or ils sont épiés par Phénicia qui, entendant prononcer le nom de Goldorak, comprend qu'il se trouve ici. S'assurant que personne ne la verra passer, Phénicia court vers l'entrée du centre mais Alcor l'aperçoit. Phénicia, armée d'un revolver laser, lui tire dessus mais Alcor dégaine à son tour et la désarme. À moitié assommée, Phénicia croyant avoir affaire à des espions de Véga déguisés, se jette sur eux avec une épée mais Actarus qui a remarqué le médaillon à son cou, l'interpelle sur ce sujet.
Comprenant qu'elle a affaire au pilote de Goldorak, Phénicia se jette sur Actarus qui parvient à la maîtriser. Se voyant prise, la jeune fille révèle son identité. Actarus éprouve un choc intense, réalisant que la jeune fille dont il tient les bras n'est qu'autre que sa petite sœur. Il lâche Phénicia qui, se retrouvant libre de ses mouvements, lacère avec son épée le chandail d'Actarus ce qui a pour conséquence de faire tomber sur le sol le médaillon de ce dernier. C'est au tour de Phénicia d'éprouver un choc intense constatant après l'avoir ramassé, que ce médaillon est identique au sien. Actarus révèle son identité et la jeune fille, dont la mémoire endormie se réveille, revoit alors à travers un flash-back les circonstances de sa séparation d'avec son grand frère pendant la guerre d'Euphor. Actarus et Phénicia se reconnaissent et tombent dans les bras l'un de l'autre.

## L'Aigle à quatre têtes
L'Aigle à quatre têtes est le cinquantième épisode de Goldorak, diffusé pour la première fois au Japon le 12 septembre 1976 et en France le 18 décembre 1978.
Une course à moto improvisée oppose Alcor à Phénicia, donnant l'occasion de remarquer les capacités physiques de la jeune fille. Au centre spatial, Actarus supplie le professeur Procyon d'intégrer sa sœur dans la Patrouille des Aigles car Procyon s'y oppose, trouvant Phénicia trop jeune. Finalement, le professeur donne son accord. Phénicia devient le pilote attitré du Phossoirak et passe alors des tests d'aptitude comportant notamment la maîtrise du jumelage avec Goldorak dans le simulateur. Elle réussit haut la main la manœuvre dans l'enthousiasme général, alors qu'Alcor et surtout Vénusia avaient eu tant de mal à réussir cette technique.
Au Camp de la Lune noire, Minos et Horos voient d'un mauvais œil l'arrivée d'un nouveau pilote. Horos suggère de détruire les trois appareils lorsqu'ils sont parqués au centre, mais Minos lui rappelle que toutes leurs tentatives en ce sens se sont soldées par des échecs. Horos avance l'idée d'éliminer les trois pilotes mais Minas va plus loin suggérant de tuer le plus efficace des trois. Horos propose d'éliminer Alcor et trois jeunes femmes extraterrestres sont désignées par Minas pour se rendre sur Terre et accomplir cette mission.  
Au Ranch du Bouleau blanc ayant appris par Mizar qu'Alcor allait représenter le ranch dans une course de chevaux, Phénicia insiste auprès de Rigel pour avoir l'autorisation d'y participer elle aussi. Rigel accepte et Phénicia choisit comme monture le cheval d'Actarus, Vif-Argent. Grâce à ses capacités physiques, la jeune fille maîtrise très vite l'art de monter un cheval. Mais les trois espionnes ayant réussi à pénétrer dans l'atmosphère sans être repérées se posent à proximité du ranch, attendant la bonne occasion pour agir.
Au ranch, Phénicia stupéfie son entourage par ses capacités physiques et mentales ; en effet, elle semble dotée d'un don de divination, s'exerçant à son insu et en faveur uniquement d'Actarus et d'Alcor. La nuit venue, les trois espionnes pénètrent dans le ranch et, après s'être assurées que tout le monde dort, font irruption dans la chambre d'Actarus (que ce dernier partage avec Alcor) et tirent sur les deux lits. Lorsqu'elles tirent les draps pour s'assurer de leur forfait, elles ne trouvent que deux amas de couvertures roulées. Soudain, Alcor et Actarus, qui se cachaient au plafond, leur sautent dessus, mais elles réussissent néanmoins à s'enfuir. Phénicia apparaît à son tour ; c'est elle qui a prévenu par télépathie Actarus que les trois espionnes s'attaqueraient à lui et à Alcor. Mais les meurtrières ne sont pas découragées pour autant, elles décident de placer une micro-bombe sous la selle du cheval d'Alcor.
Le lendemain, la course se déroule comme prévu, Alcor et Phénicia prennent le départ sous les encouragements de la famille Rigel, mais dans la foule des supporters, les espionnes amorcent leur bombe au moment même du départ, cette dernière devant exploser dix minutes plus tard. Or Phénicia perçoit ce qui va arriver et tente de prévenir Alcor du péril qui le menace mais en vain. Phénicia vole littéralement au secours d'Alcor et s'emparant de la bombe, elle la lance le plus loin possible, malheureusement le souffle de l'explosion blesse sérieusement Alcor. Tous se précipitent vers lui y compris les espionnes, mais Phénicia les poursuit avec Vif-Argent et les élimine. Juste avant de mourir l'une d'elles demande l'envoi de Golgoth 50. 
Le Golgoth pénètre dans l'atmosphère. Goldorak décolle par la route no 4. Alcor, étant dans l'incapacité de piloter, demande à Vénusia de prendre Alcorak et d'aller aider Actarus. Vénusia s'exécute mais Phénicia courant plus vite qu'elle, prend Alcorak à sa place. Goldorak et le Golgoth livrent bataille sur un port, où le Golgoth a l'avantage sur Goldorak. C'est à ce moment que Phénicia entre en scène aux commandes d'Alcorak. Le Golgoth empêche le frère et la sœur de se jumeler. Le combat reprend mais Goldorak, saisissant une ancre de navire, s'en sert pour mettre en difficultés le monstre. Il laisse à sa petite sœur le soin d'achever le Golgoth et tous deux rentrent au centre, jumelés. Alcor est presque guéri et Actarus en dit plus sur les pouvoirs de Phénicia.
Continuité :
- Phénicia apparaît en tenue de pilote pour la première fois ;
- Le simulateur apparaît pour la troisième et dernière fois ;
- Pour la première fois, Phénicia détruit un Golgoth.

## L'Étoile noire
L'Étoile noire est le cinquante-et-unième épisode de Goldorak, diffusé pour la première fois au Japon le 19 septembre 1976 et en France le 21 décembre 1978.
Dans la galaxie de Véga, une météorite d'antimatière, débris de l'étoile Dynamo, menace la planète Stykadès. Dantus, le ministre de la défense, suggère au Grand Stratéguerre de dévier sa trajectoire vers la Terre. L'opération fonctionne : l'astéroïde s'éloigne de la planète mère de Véga et se dirige vers la Planète bleue. 
Au Ranch du Bouleau blanc, un repas réunissant les Aigles et la famille Rigel est perturbé par un brusque changement des conditions météorologiques : un orage assorti d'un vent violent balaie tout sur son passage. Actarus contacte le professeur Procyon qui leur ordonne de rentrer tout de suite au centre spatial car le phénomène n'est pas localisé au ranch : c'est toute la planète qui est bouleversée par des tornades, des tempêtes sur les côtes, des raz-de-marée. Au centre, la cause du phénomène est découverte : l'arrivée de l'astéroïde d'antimatière provoque une énergie cinétique, bouleversant toute la pression atmosphérique du globe. 
En examinant de près cet astéroïde, Actarus et Procyon déduisent de sa brillance qu'il s'agit des restes d'une étoile provenant de la galaxie de Véga, bref un résidu de Dynamo destiné à devenir une future étoile noire. L'analyse de son équilibre atomique confirme cette hypothèse mais il y a plus grave : elle se dirige droit sur la Terre. Le professeur explique alors les conséquences de tout contact entre la matière et l'antimatière et conclut en suggérant de désintégrer l'étoile au moyen d'un missile jouant le rôle de détonateur. Actarus est alors chargé d'effectuer, à l'égard des forces de Véga, une diversion avec Goldorak.
Sur le Camp de la Lune noire, Minos et Horos se réjouissent de l'arrivée de l'étoile. Minas évoque la possibilité que l'astéroïde puisse être bombardé par Goldorak. L'écran de contrôle signale ce dernier et le Grand Stratéguerre ordonne à ses subordonnés de l'intercepter. Minos quitte la base avec sa soucoupe amirale et envoie Golgoth 51 piloté par le commandant Garella pour retenir Goldorak par n'importe quel moyen jusqu'à ce que l'étoile pénètre dans l'atmosphère terrestre.
Au Centre, Procyon envoie les trois autres Aigles à la rescousse. Alcorak, Vénusiak et Phossoirak décollent sous le commandement d'Alcor. Actarus s'autolargue et combat au sol le monstre qui cherche à le retenir sur Terre. Goldorak est mis en difficulté. Actarus parvient néanmoins à se dégager en arrachant le câble d'un pylône électrique. La haute tension perturbe les circuits du Golgoth mais ce dernier attrape le pylône et s'en sert comme arme contre Goldorak. C'en est trop pour Phénicia qui maladroitement vient aider son frère ; mais c'est elle qui est victime de son indiscipline. Pendant ce temps l'étoile approche : Minos reçoit un message d'Horos le prévenant que sa présence n'est plus nécessaire. Aussi Minos s'exécute et rentre à sa Base. Sur Terre, Actarus vient au secours de sa sœur et, avec l'aide d'Alcor et de Vénusia, parvient à détruire le Golgoth. Mais Procyon l'avertit qu'il est trop tard pour lancer le missile. La seule solution est que Goldorak le transporte à une vitesse phénoménale afin d'atteindre l'astéroïde et de le détruire avant son entrée dans l'atmosphère. Procyon hésite car cette manœuvre est très dangereuse pour Actarus mais celui-ci considère qu'il n'est plus temps de tergiverser.
Le missile est envoyé ; Goldorak volant à mégamach le récupère et fonce vers l'espace car, dans trente secondes, la future Étoile noire va entrer dans l'atmosphère. Toujours transportant le missile, Goldorak le dirige sur l'astéroïde et le laisse entrer en contact avec lui pendant qu'il fait demi-tour en direction de la Terre à toute vitesse. L'astéroïde explose mais l'onde de choc touche Goldorak. Ce dernier, hors de contrôle, tombe dans l'océan. Sur le Camp de la Lune noire], Minos et Horos, consternés et déçus, réalisent que contrairement à leurs prévisions, Goldorak a fait simplement diversion et a ensuite transporté le missile détonateur. Ils sont sévèrement réprimandés par le Grand Stratéguerre, hors de lui. Sur Terre, les Aigles viennent en aide à Actarus, en particulier Vénusiak qui, plongeant dans l'océan, s'assemble avec Goldorak et lui permet de remonter à la surface.
Continuité :
- La planète Stykadès apparaît pour la première fois, ainsi que Dantus, ministre de la Défense.
- C'est la première apparition du Grand Stratéguerre en personne plutôt que sur un écran de transmission.
- Pour la première fois, la patrouille des Aigles au complet combat un Golgoth.

## La Génération des monstres
La Génération des monstres est le cinquante-deuxième épisode de Goldorak. Il forme une histoire en deux parties avec l'épisode suivant, La Bête. Il a été diffusé pour la première fois au Japon le 26 septembre 1976 et en France le 28 décembre 1978.
Un satellite de Stykadès appelé Harmonia, dont le sous-sol regorge de minerais hautement radio-actifs exploités par les forces de Véga, voit ses gisements exploser les uns après les autres, jusqu'à ce que la planète explose elle-même. Les retombées radioactives atteignent la planète mère de Véga et le maréchal Dantus, ministre de la Défense, conseille au Grand Stratéguerre de se réfugier dans les abris anti-atomiques. La contamination s'étend à la planète et tous ceux qui n'ont pas rejoint les abris à temps meurent inévitablement. Le constat tombe : Stykadès est devenue une planète morte à l'instar de certaines des planètes conquises par Véga comme Euphor. Le seul espoir de survie est l'émigration urgente vers une autre planète. Évidemment, la Terre est choisie comme planète d'asile mais ce ne sera pas chose facile de s'y établir car Goldorak et le prince d'Euphor doivent d'abord être éliminés. Dantus suggère que la nouvelle génération de Golgoths baptisée Monstrogoths qu'il est en train de créer serait capable de le faire, traitant alors par comparaison les Golgoths d'Hydargos, Minos et Horos de jouets pour enfants. Le Grand Stratéguerre nomme Dantus Commandant suprême des forces de Véga, ces dernières devant pour le moment se regrouper au Camp de la Lune noire.
La nouvelle de la tragédie de Stykadès est parvenue à Minos et Horos. Ce dernier, ayant appris que Dantus allait attaquer la Terre avec un Monstrogoth, voit là un défi à relever. Minos pressent quant à lui qu'une victoire de Dantus causerait leur déchéance. Aussi, Horos propose de lancer une nouvelle attaque avec Golgoth 52 qui selon lui serait le plus fort de tous ceux qui ont été conçus à ce jour. La soucoupe amirale quitte la Lune, avec à son bord Minos, ruminant de sombres pensées. Sur Stykadès, Dantus fait téléporter Monstrogoth Alpha, enfermé dans une coquille verte qui se retrouve mise en orbite autour de la Terre, avec pour objectif de se poser sur la capitale.
Au Centre spatial, le professeur Procyon ordonne aux Aigles de décoller afin d'aller à la rencontre de la soucoupe de Minos. Arrivé à sa verticale, Alcor suggère à Actarus une attaque en formation disloquée. Minos envoie une escadrille de navettes qui sont abattues systématiquement par Goldorak, Alcorak et Vénusiak. Seule Phénicia éprouve des difficultés, faute d'entraînement. Minos ordonne l'envoi de Golgoth 52 qui, très vite, met Goldorak en difficulté. Alcor et Vénusia viennent lui porter secours et il faudra toute l'adresse des trois Aigles pour venir à bout du Golgoth. De son côté, Phénicia finit d'éliminer les navettes et la soucoupe amirale repart vers la Base lunaire.
À peine de retour, Minos s'en prend à Horos, lui rejetant la responsabilité de la défaite de Golgoth 52. Horos, pour le calmer, lui conseille de ne pas oublier qu'ils sont tous les deux sur la sellette et qu'ils doivent unir leurs efforts. La meilleure solution serait d'arriver à percer le secret du Monstrogoth mais Minos constate que la tâche sera rude.
Sur Stykadès, alors que Dantus présente au Grand Stratéguerre les premiers prototypes de Monstrogoths, la nouvelle tombe : les débris radioactifs d'Harmonia recouvrant la planète mère entraînent une telle montée de la température des réserves de Lasernium que celles-ci vont exploser dans deux heures et toute la planète avec. Dantus supplie Véga de quitter Stykadès avec sa soucoupe impériale. Le Grand Stratéguerre s'exécute à contrecœur. Tous les soldats de l'armée de Véga embarquent dans des soucoupes, abandonnant la population à son sort. La soucoupe impériale et toute la flotte de Véga décollent, laissant derrière elles la planète agonisante où les explosions nucléaires se multiplient. Le Grand Stratéguerre ne peut s'empêcher de regretter de ne pas mourir avec elle. En utilisant la téléportation à nouveau, la flotte de Véga effectue le trajet Véga-Terre en quelques secondes alors que Stykadès explose. S'étant rematérialisée derrière la Lune, la flotte de Véga se pose au Camp de la Lune noire. 
La coquille gigantesque transportant Monstrogoth Alpha se pose comme prévu en plein centre de Tokyo. Informé de la nouvelle, le professeur envoie les Aigles sur les lieux. Sur la Lune, le Grand Stratéguerre fait connaissance avec ses nouveaux appartements et pose à Minos et à Horos la question problématique : « Avez-vous détruit Goldorak ? » Devant la réponse négative de Minos, Dantus leur reproche leur incapacité en se moquant d'eux, ce qui met Horos en colère. Dantus, sûr de lui, leur suggère de faire mieux que son Monstrogoth.
Arrivés sur les lieux, les Aigles constatent qu'un autre Golgoth fait son apparition mais celui-ci s'attaque exclusivement à la coquille verte et, un coup de rayon laser brise cette dernière, libérant ainsi le Monstrogoth. Un gorille robotisé géant surgit et ne fait qu'une bouchée du Golgoth. Actarus, comprenant qu'il s'agit du premier spécimen d'une nouvelle génération de monstres, exhorte ses coéquipiers à attaquer simultanément. Le Vénusiak attaque en premier, mais d'un coup de poing, le gorille l'oblige à faire un atterrissage en catastrophe et saisit Vénusia éjectée de son appareil. Actarus largue Goldorak mais le Monstrogoth est le plus rapide et parvient à arracher l'avant-bras gauche de Goldorak.
Continuité :
- La conquête de la Terre devient une condition essentielle pour la survie de Véga
- La soucoupe impériale apparaît pour la première fois.
- Tokyo est appelé Perlépolis dans la version française.
- Monstrogoth Alpha ressemble à King Kong portant un casque de Wisigoth ; dans la version originale, son nom est King Gori.
- L'épisode s'achève par une image arrêtée griffonnée, montrant le Monstrogoth rugissant tenant Vénusia en otage face à Goldorak, ayant l'avant-bras arraché, et à ses coéquipiers. La chaîne Antenne 2 n'avait acheté que 52 épisodes en 1978 et les premiers fans en France ont dû attendre 1979 soit presque un an pour voir la suite.